# Seznam medailistů na mistrovství světa v plavání
Toto je seznam medailistů v plavání na mistrovství světa, které pořádá Mezinárodní plavecká federace.

## 50 m volný způsob
| Rok     | Zlato                           | Zlato | Stříbro                                    | Stříbro | Bronz                                        | Bronz |
| ------- | ------------------------------- | ----- | ------------------------------------------ | ------- | -------------------------------------------- | ----- |
| MS 1986 | Thomas Jager (USA)              | 22,49 | Dano Halsall (SUI)                         | 22,80   | Matthew Biondi (USA)                         | 22,85 |
| MS 1991 | Thomas Jager (USA)              | 22,16 | Matthew Biondi (USA)                       | 22,26   | Gennadij Prigoda (URS)                       | 22,62 |
| MS 1994 | Alexandr Popov (RUS)            | 22,17 | Gary Hall jun. (USA)                       | 22,44   | Raimundas Mažuolis (LTU)                     | 22,52 |
| MS 1998 | William Pilczuk (USA)           | 22,29 | Alexandr Popov (RUS)                       | 22,43   | Michael Klim (AUS) Ricardo Busquets (PUR)    | 22,47 |
| MS 2001 | Anthony Ervin (USA)             | 22,09 | Pieter van den Hoogenband (NED)            | 22,16   | Tomohiro Jamanoi (JPN) Roland Schoeman (RSA) | 22,18 |
| MS 2003 | Alexandr Popov (RUS)            | 21,92 | Mark Foster (GBR)                          | 22,20   | Pieter van den Hoogenband (NED)              | 22,29 |
| MS 2005 | Roland Schoeman (RSA)           | 21,69 | Duje Draganja (CRO)                        | 21,89   | Bartosz Kizierowski (POL)                    | 21,94 |
| MS 2007 | Benjamin Wildman-Tobriner (USA) | 21,88 | Cullen Jones (USA)                         | 21,94   | Stefan Nystrand (SWE)                        | 21,97 |
| MS 2009 | César Cielo (BRA)               | 21,08 | Frédérick Bousquet (FRA)                   | 21,21   | Amaury Leveaux (FRA)                         | 21,25 |
| MS 2011 | César Cielo (BRA)               | 21,52 | Luca Dotto (ITA)                           | 21,90   | Alain Bernard (FRA)                          | 21,92 |
| MS 2013 | César Cielo (BRA)               | 21,32 | Vladimir Morozov (RUS)                     | 21,47   | George Bovell (TTO)                          | 21,57 |
| MS 2015 | Florent Manaudou (FRA)          | 21,19 | Nathan Adrian (USA)                        | 21,52   | Bruno Fratus (BRA)                           | 21,55 |
| MS 2017 | Caeleb Dressel (USA)            | 21,15 | Bruno Fratus (BRA)                         | 21,27   | Benjamin Proud (GBR)                         | 21,43 |
| MS 2019 | Caeleb Dressel (USA)            | 21,04 | Bruno Fratus (BRA) Kristian Golomeev (GRE) | 21,45   | —                                            | —     |
| MS 2022 | Benjamin Proud (GBR)            | 21,32 | Michael Andrew (USA)                       | 21,41   | Maxime Grousset (FRA)                        | 21,57 |
| MS 2023 | Cameron McEvoy (AUS)            | 21,06 | John Alexy (USA)                           | 21,57   | Benjamin Proud (GBR)                         | 21,58 |
| MS 2024 | Vladyslav Buchov (UKR)          | 21,44 | Cameron McEvoy (AUS)                       | 21,45   | Benjamin Proud (GBR)                         | 21,53 |
| MS 2025 | Cameron McEvoy (AUS)            | 21,14 | Ben Proud (GBR)                            | 21,26   | Jack Alexy (USA)                             | 21,46 |

## 100 m volný způsob
| Rok     | Zlato                                    | Zlato | Stříbro                         | Stříbro | Bronz                    | Bronz |
| ------- | ---------------------------------------- | ----- | ------------------------------- | ------- | ------------------------ | ----- |
| MS 1973 | James Montgomery (USA)                   | 51,70 | Michel Rousseau (FRA)           | 52,08   | Michael Wenden (AUS)     | 52,22 |
| MS 1975 | Andrew Coan (USA)                        | 51,25 | Vladimir Bure (URS)             | 51,32   | James Montgomery (USA)   | 51,44 |
| MS 1978 | David McCagg (USA)                       | 50,24 | James Montgomery (USA)          | 50,73   | Klaus Steinbach (FRG)    | 50,79 |
| MS 1982 | Jörg Woithe (GDR)                        | 50,18 | Ambrose Gaines (USA)            | 50,21   | Per Johansson (SWE)      | 50,25 |
| MS 1986 | Matthew Biondi (USA)                     | 48,94 | Stéphan Caron (FRA)             | 49,73   | Thomas Jager (USA)       | 49,79 |
| MS 1991 | Matthew Biondi (USA)                     | 49,18 | Tommy Werner (SWE)              | 49,63   | Giorgio Lamberti (ITA)   | 49,82 |
| MS 1994 | Alexandr Popov (RUS)                     | 49,12 | Gary Hall jun. (USA)            | 49,41   | Gustavo Borges (BRA)     | 49,52 |
| MS 1998 | Alexandr Popov (RUS)                     | 48,93 | Michael Klim (AUS)              | 49,20   | Lars Frölander (SWE)     | 49,53 |
| MS 2001 | Anthony Ervin (USA)                      | 48,33 | Pieter van den Hoogenband (NED) | 48,43   | Lars Frölander (SWE)     | 48,79 |
| MS 2003 | Alexandr Popov (RUS)                     | 48,42 | Pieter van den Hoogenband (NED) | 48,68   | Ian Thorpe (AUS)         | 48,77 |
| MS 2005 | Filippo Magnini (ITA)                    | 48,12 | Roland Schoeman (RSA)           | 48,28   | Ryk Neethling (RSA)      | 48,34 |
| MS 2007 | Brent Hayden (CAN) Filippo Magnini (ITA) | 48,43 | —                               | —       | Eamon Sullivan (AUS)     | 48,47 |
| MS 2009 | César Cielo (BRA)                        | 46,91 | Alain Bernard (FRA)             | 47,12   | Frédérick Bousquet (FRA) | 47,25 |
| MS 2011 | James Magnussen (AUS)                    | 47,63 | Brent Hayden (CAN)              | 47,95   | William Meynard (FRA)    | 48,00 |
| MS 2013 | James Magnussen (AUS)                    | 47,71 | James Feigen (USA)              | 47,82   | Nathan Adrian (USA)      | 47,84 |
| MS 2015 | Ning Ce-tchao (CHN)                      | 47,84 | Cameron McEvoy (AUS)            | 47,95   | Federico Grabich (ARG)   | 48,12 |
| MS 2017 | Caeleb Dressel (USA)                     | 47,17 | Nathan Adrian (USA)             | 47,87   | Mehdy Metella (FRA)      | 47,89 |
| MS 2019 | Caeleb Dressel (USA)                     | 46,96 | Kyle Chalmers (AUS)             | 47,08   | Vladislav Griňov (RUS)   | 47,82 |
| MS 2022 | David Popovici (ROU)                     | 47,58 | Maxime Grousset (FRA)           | 47,64   | Joshua Liendo (CAN)      | 47,71 |
| MS 2023 | Kyle Chalmers (AUS)                      | 47,15 | John Alexy (USA)                | 47,31   | Maxime Grousset (FRA)    | 47,42 |
| MS 2024 | Pchan Čan-le (CHN)                       | 47,53 | Alessandro Miressi (ITA)        | 47,72   | Nándor Németh (HUN)      | 47,78 |
| MS 2025 | David Popovici (ROM)                     | 46,51 | Jack Alexy (USA)                | 46,92   | Kyle Chalmers (AUS)      | 47,17 |

## 200 m volný způsob
| Rok     | Zlato                   | Zlato   | Stříbro                         | Stříbro | Bronz                                    | Bronz   |
| ------- | ----------------------- | ------- | ------------------------------- | ------- | ---------------------------------------- | ------- |
| MS 1973 | James Montgomery (USA)  | 1:53,02 | Kurt Krumpholz (USA)            | 1:53,61 | Roger Pyttel (GDR)                       | 1:53,97 |
| MS 1975 | Timothy Shaw (USA)      | 1:51,04 | Bruce Furniss (USA)             | 1:51,72 | Brian Brinkley (GBR)                     | 1:53,56 |
| MS 1978 | William Forrester (USA) | 1:51,02 | Ambrose Gaines (USA)            | 1:51,10 | Sergej Kopljakov (URS)                   | 1:51,33 |
| MS 1982 | Michael Gross (FRG)     | 1:49,84 | Ambrose Gaines (USA)            | 1:49,92 | Jörg Woithe (GDR)                        | 1:50,71 |
| MS 1986 | Michael Gross (FRG)     | 1:47,92 | Sven Lodziewski (GDR)           | 1:49,12 | Matthew Biondi (USA)                     | 1:49,43 |
| MS 1991 | Giorgio Lamberti (ITA)  | 1:47,27 | Steffen Zesner (GER)            | 1:48,28 | Artur Wojdat (POL)                       | 1:48,70 |
| MS 1994 | Antti Kasvio (FIN)      | 1:47,32 | Anders Holmertz (SWE)           | 1:48,24 | Danyon Loader (NZL)                      | 1:48,49 |
| MS 1998 | Michael Klim (AUS)      | 1:47,41 | Massimiliano Rosolino (ITA)     | 1:48,30 | Pieter van den Hoogenband (NED)          | 1:48,65 |
| MS 2001 | Ian Thorpe (AUS)        | 1:44,06 | Pieter van den Hoogenband (NED) | 1:45,81 | Klete Keller (USA)                       | 1:47,10 |
| MS 2003 | Ian Thorpe (AUS)        | 1:45,14 | Pieter van den Hoogenband (NED) | 1:46,43 | Grant Hackett (AUS)                      | 1:46,85 |
| MS 2005 | Michael Phelps (USA)    | 1:45,20 | Grant Hackett (AUS)             | 1:46,14 | Ryk Neethling (RSA)                      | 1:46,63 |
| MS 2007 | Michael Phelps (USA)    | 1:43,86 | Pieter van den Hoogenband (NED) | 1:46,28 | Pak Tche-hwan (KOR)                      | 1:46,73 |
| MS 2009 | Paul Biedermann (GER)   | 1:42,00 | Michael Phelps (USA)            | 1:43,22 | Danila Izotov (RUS)                      | 1:43,90 |
| MS 2011 | Ryan Lochte (USA)       | 1:44,44 | Michael Phelps (USA)            | 1:44,79 | Paul Biedermann (GER)                    | 1:44,88 |
| MS 2013 | Yannick Agnel (FRA)     | 1:44,20 | Conor Dwyer (USA)               | 1:45,32 | Danila Izotov (RUS)                      | 1:45,59 |
| MS 2015 | James Guy (GBR)         | 1:45,14 | Sun Jang (CHN)                  | 1:45,20 | Paul Biedermann (GER)                    | 1:45,38 |
| MS 2017 | Sun Jang (CHN)          | 1:44,39 | Townley Haas (USA)              | 1:45,04 | Alexandr Krasnych (RUS)                  | 1:45,23 |
| MS 2019 | Sun Jang (CHN)          | 1:44,93 | Kacuhiro Macumoto (JPN)         | 1:45,22 | Duncan Scott (GBR) Martin Maljutin (RUS) | 1:45,63 |
| MS 2022 | David Popovici (ROU)    | 1:43,21 | Hwang Son-u (KOR)               | 1:44,47 | Thomas Dean (GBR)                        | 1:44,98 |
| MS 2023 | Matthew Richards (GBR)  | 1:44,30 | Thomas Dean (GBR)               | 1:44,32 | Hwang Son-u (KOR)                        | 1:44,42 |
| MS 2024 | Hwang Son-u (KOR)       | 1:44,75 | Danas Rapšys (LTU)              | 1:45,05 | Lucas Hobson (USA)                       | 1:45,26 |
| MS 2025 | David Popovici (ROM)    | 1:43,53 | Luke Hobson (USA)               | 1:43,84 | Tacuja Murasa (JPN)                      | 1:44,54 |

## 400 m volný způsob
| Rok     | Zlato                   | Zlato   | Stříbro                                 | Stříbro         | Bronz                    | Bronz   |
| ------- | ----------------------- | ------- | --------------------------------------- | --------------- | ------------------------ | ------- |
| MS 1973 | Richard DeMont (USA)    | 3:58,18 | Bradford Cooper (AUS)                   | 3:58,70         | Bengt Gingsjö (SWE)      | 4:01,27 |
| MS 1975 | Timothy Shaw (USA)      | 3:54,88 | Bruce Furniss (USA)                     | 3:57,71         | Frank Pfütze (GDR)       | 4:01,10 |
| MS 1978 | Vladimir Salnikov (URS) | 3:51,94 | Jeffrey Float (USA)                     | 3:53,42         | William Forrester (USA)  | 3:53,97 |
| MS 1982 | Vladimir Salnikov (URS) | 3:51,30 | Svjatoslav Semjonov (URS)               | 3:51,43         | Sven Lodziewski (GDR)    | 3:51,84 |
| MS 1986 | Rainer Henkel (FRG)     | 3:50,05 | Uwe Dassler (GDR)                       | 3:51,26         | Daniel Jorgensen (USA)   | 3:51,33 |
| MS 1991 | Jörg Hoffmann (GER)     | 3:48,04 | Stefan Pfeiffer (GER)                   | 3:48,86         | Artur Wojdat (POL)       | 3:49,67 |
| MS 1994 | Kieren Perkins (AUS)    | 3:43,80 | Antti Kasvio (FIN)                      | 3:48,55         | Danyon Loader (NZL)      | 3:48,62 |
| MS 1998 | Ian Thorpe (AUS)        | 3:46,29 | Grant Hackett (AUS)                     | 3:46,44         | Paul Palmer (GBR)        | 3:48,02 |
| MS 2001 | Ian Thorpe (AUS)        | 3:40,17 | Grant Hackett (AUS)                     | 3:42,51         | Emiliano Brembilla (ITA) | 3:45,11 |
| MS 2003 | Ian Thorpe (AUS)        | 3:42,58 | Grant Hackett (AUS)                     | 3:45,17         | Dragoș Coman (ROU)       | 3:46,87 |
| MS 2005 | Grant Hackett (AUS)     | 3:42,91 | Jurij Prilukov (RUS)                    | 3:44,44         | Usáma Mellúlí (TUN)      | 3:46,08 |
| MS 2007 | Pak Tche-hwan (KOR)     | 3:44,30 | Usáma Mellúlí (TUN) Grant Hackett (AUS) | 3:45,12 3:45,43 | Jurij Prilukov (RUS)     | 3:45,47 |
| MS 2009 | Paul Biedermann (GER)   | 3:40,07 | Usáma Mellúlí (TUN)                     | 3:41,11         | Čang Lin (CHN)           | 3:41,35 |
| MS 2011 | Pak Tche-hwan (KOR)     | 3:42,04 | Sun Jang (CHN)                          | 3:43,24         | Paul Biedermann (GER)    | 3:44,14 |
| MS 2013 | Sun Jang (CHN)          | 3:41,59 | Kósuke Hagino (JPN)                     | 3:44,82         | Connor Jaeger (USA)      | 3:44,85 |
| MS 2015 | Sun Jang (CHN)          | 3:42,58 | James Guy (GBR)                         | 3:43,75         | Ryan Cochrane (CAN)      | 3:44,59 |
| MS 2017 | Sun Jang (CHN)          | 3:41,38 | Mackenzie Horton (AUS)                  | 3:43,85         | Gabriele Detti (ITA)     | 3:43,93 |
| MS 2019 | Sun Jang (CHN)          | 3:42,44 | Mackenzie Horton (AUS)                  | 3:43,17         | Gabriele Detti (ITA)     | 3:43,23 |
| MS 2022 | Elijah Winnington (AUS) | 3:41,22 | Lukas Märtens (GER)                     | 3:42,85         | Guilherme Costa (BRA)    | 3:43,31 |
| MS 2023 | Samuel Short (AUS)      | 3:40,68 | Ahmed Hafnáví (TUN)                     | 3:40,70         | Lukas Märtens (GER)      | 3:42,20 |
| MS 2024 | Kim U-min (KOR)         | 3:42,71 | Elijah Winnington (AUS)                 | 3:42,86         | Lukas Märtens (GER)      | 3:42,96 |
| MS 2025 | Lukas Märtens (GER)     | 3:42,35 | Samuel Short (AUS)                      | 3:42,37         | Kim Woo-min (KOR)        | 3:42,60 |

## 800 m volný způsob
| Rok     | Zlato                                         | Zlato           | Stříbro                    | Stříbro | Bronz                      | Bronz   |
| ------- | --------------------------------------------- | --------------- | -------------------------- | ------- | -------------------------- | ------- |
| MS 2001 | Ian Thorpe (AUS)                              | 7:39,16         | Grant Hackett (AUS)        | 7:40,34 | Graeme Smith (GBR)         | 7:51,12 |
| MS 2003 | Grant Hackett (AUS)                           | 7:43,82         | Larsen Jensen (USA)        | 7:48,09 | Ihor Červynskyj (UKR)      | 7:53,15 |
| MS 2005 | Grant Hackett (AUS)                           | 7:38,65         | Larsen Jensen (USA)        | 7:45,63 | Jurij Prilukov (RUS)       | 7:46,64 |
| MS 2007 | Usáma Mellúlí (TUN) Przemysław Stańczyk (POL) | 7:46,95 7:47,91 | Craig Stevens (AUS)        | 7:48,67 | Federico Colbertaldo (ITA) | 7:49,98 |
| MS 2009 | Čang Lin (CHN)                                | 7:32,12         | Usáma Mellúlí (TUN)        | 7:35,27 | Ryan Cochrane (CAN)        | 7:41,92 |
| MS 2011 | Sun Jang (CHN)                                | 7:38,57         | Ryan Cochrane (CAN)        | 7:41,86 | Gergő Kis (HUN)            | 7:44,94 |
| MS 2013 | Sun Jang (CHN)                                | 7:41,36         | Michael McBroom (USA)      | 7:43,60 | Ryan Cochrane (CAN)        | 7:43,70 |
| MS 2015 | Sun Jang (CHN)                                | 7:39,96         | Gregorio Paltrinieri (ITA) | 7:40,81 | Mackenzie Horton (AUS)     | 7:44,02 |
| MS 2017 | Gabriele Detti (ITA)                          | 7:40,77         | Wojciech Wojdak (POL)      | 7:41,73 | Gregorio Paltrinieri (ITA) | 7:42,44 |
| MS 2019 | Gregorio Paltrinieri (ITA)                    | 7:39,27         | Henrik Christiansen (NOR)  | 7:41,28 | David Aubry (FRA)          | 7:42,08 |
| MS 2022 | Robert Finke (USA)                            | 7:39,36         | Florian Wellbrock (GER)    | 7:39,63 | Mychailo Romančuk (UKR)    | 7:40,05 |
| MS 2023 | Ahmed Hafnáví (TUN)                           | 7:37,00         | Samuel Short (AUS)         | 7:37,76 | Robert Finke (USA)         | 7:38,67 |
| MS 2024 | Daniel Wiffen (IRL)                           | 7:40,94         | Elijah Winnington (AUS)    | 7:42,95 | Gregorio Paltrinieri (ITA) | 7:42,98 |
| MS 2025 | Ahmed Džavádí (TUN)                           | 7:36,88         | Sven Schwarz (GER)         | 7:39,96 | Lukas Märtens (GER)        | 7:40,19 |

## 1500 m volný způsob
| Rok     | Zlato                      | Zlato    | Stříbro                   | Stříbro  | Bronz                      | Bronz    |
| ------- | -------------------------- | -------- | ------------------------- | -------- | -------------------------- | -------- |
| MS 1973 | Stephen Holland (AUS)      | 15:31,85 | Richard DeMont (USA)      | 15:35,44 | Bradford Cooper (AUS)      | 15:45,04 |
| MS 1975 | Timothy Shaw (USA)         | 15:28,92 | Brian Goodell (USA)       | 15:39,00 | David Parker (GBR)         | 15:58,21 |
| MS 1978 | Vladimir Salnikov (URS)    | 15:03,99 | Borut Petrič (YUG)        | 15:20,77 | Robert Hackett (USA)       | 15:23,38 |
| MS 1982 | Vladimir Salnikov (URS)    | 15:01,77 | Svjatoslav Semjonov (URS) | 15:05,54 | Darjan Petrič (YUG)        | 15:10,20 |
| MS 1986 | Rainer Henkel (FRG)        | 15:05,31 | Stefano Battistelli (ITA) | 15:14,80 | Daniel Jorgensen (USA)     | 15:16,23 |
| MS 1991 | Jörg Hoffmann (GER)        | 14:50,36 | Kieren Perkins (AUS)      | 14:50,58 | Stefan Pfeiffer (GER)      | 14:59,34 |
| MS 1994 | Kieren Perkins (AUS)       | 14:50,52 | Daniel Kowalski (AUS)     | 14:53,42 | Steffen Zesner (GER)       | 15:09,20 |
| MS 1998 | Grant Hackett (AUS)        | 14:51,70 | Emiliano Brembilla (ITA)  | 15:00,59 | Daniel Kowalski (AUS)      | 15:03,94 |
| MS 2001 | Grant Hackett (AUS)        | 14:34,56 | Graeme Smith (GBR)        | 14:58,94 | Alexej Filipec (RUS)       | 15:01,43 |
| MS 2003 | Grant Hackett (AUS)        | 14:43,14 | Ihor Červynskyj (UKR)     | 15:01,04 | Erik Vendt (USA)           | 15:01,28 |
| MS 2005 | Grant Hackett (AUS)        | 14:42,58 | Larsen Jensen (USA)       | 14:47,58 | David Davies (GBR)         | 14:48,11 |
| MS 2007 | Mateusz Sawrymowicz (POL)  | 14:45,94 | Jurij Prilukov (RUS)      | 14:47,29 | David Davies (GBR)         | 14:51,21 |
| MS 2009 | Usáma Mellúlí (TUN)        | 14:37,28 | Ryan Cochrane (CAN)       | 14:41,38 | Sun Jang (CHN)             | 14:46,84 |
| MS 2011 | Sun Jang (CHN)             | 14:34,14 | Ryan Cochrane (CAN)       | 14:44,46 | Gergő Kis (HUN)            | 14:45,66 |
| MS 2013 | Sun Jang (CHN)             | 14:41,15 | Ryan Cochrane (CAN)       | 14:42,48 | Gregorio Paltrinieri (ITA) | 14:45,37 |
| MS 2015 | Gregorio Paltrinieri (ITA) | 14:39,67 | Connor Jaeger (USA)       | 14:41,20 | Ryan Cochrane (CAN)        | 14:51,08 |
| MS 2017 | Gregorio Paltrinieri (ITA) | 14:35,85 | Mychailo Romančuk (UKR)   | 14:37,14 | Mackenzie Horton (AUS)     | 14:47,70 |
| MS 2019 | Florian Wellbrock (GER)    | 14:36,54 | Mychailo Romančuk (UKR)   | 14:37,63 | Gregorio Paltrinieri (ITA) | 14:38,75 |
| MS 2022 | Gregorio Paltrinieri (ITA) | 14:32,80 | Robert Finke (USA)        | 14:36,70 | Florian Wellbrock (GER)    | 14:36,94 |
| MS 2023 | Ahmed Hafnáví (TUN)        | 14:31,54 | Robert Finke (USA)        | 14:31,59 | Samuel Short (AUS)         | 14:37,28 |
| MS 2024 | Daniel Wiffen (IRL)        | 14:34,07 | Florian Wellbrock (GER)   | 14:44,61 | David Aubry (FRA)          | 14:44,85 |
| MS 2025 | Ahmed Džavádí (TUN)        | 14:34,41 | Sven Schwarz (GER)        | 14:35,69 | Bobby Finke (USA)          | 14:36,60 |

## 50 m znak
| Rok     | Zlato                       | Zlato | Stříbro                                     | Stříbro | Bronz                    | Bronz |
| ------- | --------------------------- | ----- | ------------------------------------------- | ------- | ------------------------ | ----- |
| MS 2001 | Randall Bal (USA)           | 25,34 | Thomas Rupprath (GER)                       | 25,44   | Matthew Welsh (AUS)      | 25,49 |
| MS 2003 | Thomas Rupprath (GER)       | 24,80 | Matthew Welsh (AUS)                         | 25,01   | Gerhard Zandberg (RSA)   | 25,07 |
| MS 2005 | Aristidis Grigoriadis (GRE) | 24,95 | Matthew Welsh (AUS)                         | 24,99   | Liam Tancock (GBR)       | 25,02 |
| MS 2007 | Gerhard Zandberg (RSA)      | 24,98 | Thomas Rupprath (GER)                       | 25,20   | Liam Tancock (GBR)       | 25,23 |
| MS 2009 | Liam Tancock (GBR)          | 24,04 | Džunja Koga (JPN)                           | 24,24   | Gerhard Zandberg (RSA)   | 24,34 |
| MS 2011 | Liam Tancock (GBR)          | 24,50 | Camille Lacourt (FRA)                       | 24,57   | Gerhard Zandberg (RSA)   | 24,66 |
| MS 2013 | Camille Lacourt (FRA)       | 24,42 | Jérémy Stravius (FRA) Matthew Grevers (USA) | 24,54   | —                        | —     |
| MS 2015 | Camille Lacourt (FRA)       | 24,23 | Matthew Grevers (USA)                       | 24,61   | Benjamin Treffers (AUS)  | 24,69 |
| MS 2017 | Camille Lacourt (FRA)       | 24,35 | Džunja Koga (JPN)                           | 24,51   | Matthew Grevers (USA)    | 24,56 |
| MS 2019 | Zane Waddell (RSA)          | 24,43 | Jevgenij Rylov (RUS)                        | 24,49   | Kliment Kolesnikov (RUS) | 24,51 |
| MS 2022 | Justin Ress (USA)           | 24,12 | Hunter Armstrong (USA)                      | 24,14   | Ksawery Masiuk (POL)     | 24,49 |
| MS 2023 | Hunter Armstrong (USA)      | 24,05 | Justin Ress (USA)                           | 24,24   | Sü Ťia-jü (CHN)          | 24,50 |
| MS 2024 | Isaac Cooper (AUS)          | 24,13 | Hunter Armstrong (USA)                      | 24,33   | Ksawery Masiuk (POL)     | 24,44 |
| MS 2025 | Kliment Kolesnikov (AIN)    | 23,68 | Pieter Coetze (RSA) Pavel Samusenko (AIN)   | 24,17   | —                        | —     |

## 100 m znak
| Rok     | Zlato                                       | Zlato | Stříbro                                     | Stříbro | Bronz                                      | Bronz       |
| ------- | ------------------------------------------- | ----- | ------------------------------------------- | ------- | ------------------------------------------ | ----------- |
| MS 1973 | Roland Matthes (GDR)                        | 57,47 | Michael Stamm (USA)                         | 58,77   | Lutz Wanja (GDR)                           | 59,08       |
| MS 1975 | Roland Matthes (GDR)                        | 58,15 | John Murphy (USA)                           | 58,34   | Melvin Nash (USA)                          | 58,38       |
| MS 1978 | Robert Jackson (USA)                        | 56,36 | Peter Rocca (USA)                           | 56,69   | Viktor Kuzněcov (URS) Rômulo Arantes (BRA) | 57,41 58,01 |
| MS 1982 | Dirk Richter (GDR)                          | 55,95 | Richard Carey (USA)                         | 56,04   | Vladimir Šemetov (URS)                     | 56,42       |
| MS 1986 | Igor Poljanskij (URS)                       | 55,58 | Dirk Richter (GDR)                          | 56,49   | Sergej Zabolotnov (URS)                    | 56,57       |
| MS 1991 | Jeffrey Rouse (USA)                         | 55,23 | Mark Tewksbury (CAN)                        | 55,29   | Martín López-Zubero (ESP)                  | 55,61       |
| MS 1994 | Martín López-Zubero (ESP)                   | 55,17 | Jeffrey Rouse (USA)                         | 55,51   | Tamás Deutsch (HUN)                        | 55,69       |
| MS 1998 | Leonid Krajzelburg (USA)                    | 55,00 | Mark Versfeld (CAN)                         | 55,17   | Stev Theloke (GER)                         | 55,20       |
| MS 2001 | Matthew Welsh (AUS)                         | 54,31 | Örn Arnarson (ISL)                          | 54,75   | Steffen Driesen (GER)                      | 54,91       |
| MS 2003 | Aaron Peirsol (USA)                         | 53,61 | Matthew Welsh (AUS) Arkadij Vjatčanin (RUS) | 53,92   | —                                          | —           |
| MS 2005 | Aaron Peirsol (USA)                         | 53,62 | Randall Bal (USA)                           | 54,02   | László Cseh (HUN)                          | 54,27       |
| MS 2007 | Aaron Peirsol (USA)                         | 52,98 | Ryan Lochte (USA)                           | 53,50   | Liam Tancock (GBR)                         | 53,61       |
| MS 2009 | Džunja Koga (JPN)                           | 52,26 | Helge Meeuw (GER)                           | 52,54   | Aschwin Wildeboer (ESP)                    | 52,64       |
| MS 2011 | Camille Lacourt (FRA) Jérémy Stravius (FRA) | 52,76 | —                                           | —       | Rjósuke Irie (JPN)                         | 52,98       |
| MS 2013 | Matthew Grevers (USA)                       | 52,93 | David Plummer (USA)                         | 53,12   | Jérémy Stravius (FRA)                      | 53,21       |
| MS 2015 | Mitchell Larkin (AUS)                       | 52,40 | Camille Lacourt (FRA)                       | 52,48   | Matthew Grevers (USA)                      | 52,66       |
| MS 2017 | Sü Ťia-jü (CHN)                             | 52,44 | Matthew Grevers (USA)                       | 52,48   | Ryan Murphy (USA)                          | 52,59       |
| MS 2019 | Sü Ťia-jü (CHN)                             | 52,43 | Jevgenij Rylov (RUS)                        | 52,67   | Mitchell Larkin (AUS)                      | 52,77       |
| MS 2022 | Thomas Ceccon (ITA)                         | 51,60 | Ryan Murphy (USA)                           | 51,97   | Hunter Armstrong (USA)                     | 51,98       |
| MS 2023 | Ryan Murphy (USA)                           | 52,22 | Thomas Ceccon (ITA)                         | 52,27   | Hunter Armstrong (USA)                     | 52,58       |
| MS 2024 | Hunter Armstrong (USA)                      | 52,68 | Hugo González (ESP)                         | 52,70   | Apostolos Christu (GRE)                    | 53,36       |
| MS 2025 | Pieter Coetze (RSA)                         | 51,85 | Thomas Ceccon (ITA)                         | 51,90   | Yohann Ndoye-Brouard (FRA)                 | 51,92       |

## 200 m znak
| Rok     | Zlato                     | Zlato   | Stříbro                   | Stříbro | Bronz                      | Bronz   |
| ------- | ------------------------- | ------- | ------------------------- | ------- | -------------------------- | ------- |
| MS 1973 | Roland Matthes (GDR)      | 2:01,87 | Zoltán Verrasztó (HUN)    | 2:05,89 | John Naber (USA)           | 2:06,91 |
| MS 1975 | Zoltán Verrasztó (HUN)    | 2:05,05 | Mark Tonelli (AUS)        | 2:05,78 | Paul Hove (USA)            | 2:06,49 |
| MS 1978 | Jesús Vassallo (USA)      | 2:02,16 | Gary Hurring (NZL)        | 2:03,71 | Zoltán Verrasztó (HUN)     | 2:03,90 |
| MS 1982 | Richard Carey (USA)       | 2:00,82 | Sándor Wladár (HUN)       | 2:01,31 | Frank Baltrusch (GDR)      | 2:01,51 |
| MS 1986 | Igor Poljanskij (URS)     | 1:58,78 | Frank Baltrusch (GDR)     | 2:01,11 | Frank Hoffmeister (FRG)    | 2:02,42 |
| MS 1991 | Martín López-Zubero (ESP) | 1:59,52 | Stefano Battistelli (ITA) | 1:59,98 | Vladimir Selkov (URS)      | 2:00,33 |
| MS 1994 | Vladimir Selkov (RUS)     | 1:57,42 | Martín López-Zubero (ESP) | 1:58,75 | Royce Sharp (USA)          | 1:58,86 |
| MS 1998 | Leonid Krajzelburg (USA)  | 1:58,84 | Ralf Braun (GER)          | 1:59,23 | Mark Versfeld (CAN)        | 1:59,39 |
| MS 2001 | Aaron Peirsol (USA)       | 1:57,13 | Markus Rogan (AUT)        | 1:58,07 | Örn Arnarson (ISL)         | 1:58,37 |
| MS 2003 | Aaron Peirsol (USA)       | 1:55,92 | Gordan Kožulj (CRO)       | 1:57,47 | Simon Dufour (FRA)         | 1:57,90 |
| MS 2005 | Aaron Peirsol (USA)       | 1:54,66 | Markus Rogan (AUT)        | 1:56,63 | Ryan Lochte (USA)          | 1:57,00 |
| MS 2007 | Ryan Lochte (USA)         | 1:54,32 | Aaron Peirsol (USA)       | 1:54,80 | Markus Rogan (AUT)         | 1:56,02 |
| MS 2009 | Aaron Peirsol (USA)       | 1:51,92 | Rjósuke Irie (JPN)        | 1:52,51 | Ryan Lochte (USA)          | 1:53,82 |
| MS 2011 | Ryan Lochte (USA)         | 1:52,96 | Rjósuke Irie (JPN)        | 1:54,11 | Tyler Clary (USA)          | 1:54,69 |
| MS 2013 | Ryan Lochte (USA)         | 1:53,79 | Radosław Kawęcki (POL)    | 1:54,24 | Tyler Clary (USA)          | 1:54,64 |
| MS 2015 | Mitchell Larkin (AUS)     | 1:53,58 | Radosław Kawęcki (POL)    | 1:54,55 | Jevgenij Rylov (RUS)       | 1:54,60 |
| MS 2017 | Jevgenij Rylov (RUS)      | 1:53,61 | Ryan Murphy (USA)         | 1:54,21 | Jacob Pebley (USA)         | 1:55,06 |
| MS 2019 | Jevgenij Rylov (RUS)      | 1:53,40 | Ryan Murphy (USA)         | 1:54,12 | Luke Greenbank (GBR)       | 1:55,85 |
| MS 2022 | Ryan Murphy (USA)         | 1:54,52 | Luke Greenbank (GBR)      | 1:55,16 | Shaine Casas (USA)         | 1:55,35 |
| MS 2023 | Hubert Kós (HUN)          | 1:54,14 | Ryan Murphy (USA)         | 1:54,83 | Roman Miťukov (SUI)        | 1:55,34 |
| MS 2024 | Hugo González (ESP)       | 1:55,30 | Roman Miťukov (SUI)       | 1:55,40 | Pieter Coetze (RSA)        | 1:55,99 |
| MS 2025 | Hubert Kós (HUN)          | 1:53,19 | Pieter Coetze (RSA)       | 1:53,26 | Yohann Ndoye-Brouard (FRA) | 1:54,62 |

## 50 m motýlek
| Rok     | Zlato                  | Zlato | Stříbro               | Stříbro | Bronz                                   | Bronz |
| ------- | ---------------------- | ----- | --------------------- | ------- | --------------------------------------- | ----- |
| MS 2001 | Geoffrey Huegill (AUS) | 23,50 | Lars Frölander (SWE)  | 23,57   | Mark Foster (GBR)                       | 23,62 |
| MS 2003 | Matthew Welsh (AUS)    | 23,43 | Ian Crocker (USA)     | 23,62   | Jevgenij Korotyškin (RUS)               | 23,73 |
| MS 2005 | Roland Schoeman (RSA)  | 22,96 | Ian Crocker (USA)     | 23,12   | Serhij Breus (UKR)                      | 23,38 |
| MS 2007 | Roland Schoeman (RSA)  | 23,18 | Ian Crocker (USA)     | 23,47   | Jakob Andkjær (DEN)                     | 23,56 |
| MS 2009 | Milorad Čavić (SRB)    | 22,67 | Matthew Targett (AUS) | 22,73   | Rafael Múñoz (ESP)                      | 22,88 |
| MS 2011 | César Cielo (BRA)      | 23,10 | Matthew Targett (AUS) | 23,28   | Geoffrey Huegill (AUS)                  | 23,35 |
| MS 2013 | César Cielo (BRA)      | 23,01 | Eugene Godsoe (USA)   | 23,05   | Frédérick Bousquet (FRA)                | 23,11 |
| MS 2015 | Florent Manaudou (FRA) | 22,97 | Nicholas Santos (BRA) | 23,09   | László Cseh (HUN) Konrad Czerniak (POL) | 23,15 |
| MS 2017 | Benjamin Proud (GBR)   | 22,75 | Nicholas Santos (BRA) | 22,79   | Andrij Hovorov (UKR)                    | 22,84 |
| MS 2019 | Caeleb Dressel (USA)   | 22,35 | Oleg Kostin (RUS)     | 22,70   | Nicholas Santos (BRA)                   | 22,79 |
| MS 2022 | Caeleb Dressel (USA)   | 22,57 | Nicholas Santos (BRA) | 22,78   | Michael Andrew (USA)                    | 22,79 |
| MS 2023 | Thomas Ceccon (ITA)    | 22,68 | Diogo Ribeiro (POR)   | 22,80   | Maxime Grousset (FRA)                   | 22,82 |
| MS 2024 | Diogo Ribeiro (POR)    | 22,97 | Michael Andrew (USA)  | 23,07   | Cameron McEvoy (AUS)                    | 23,08 |
| MS 2025 | Maxime Grousset (FRA)  | 22,48 | Noè Ponti (SUI)       | 22,51   | Thomas Ceccon (ITA)                     | 22,67 |

## 100 m motýlek
| Rok     | Zlato                   | Zlato | Stříbro                 | Stříbro | Bronz                                  | Bronz |
| ------- | ----------------------- | ----- | ----------------------- | ------- | -------------------------------------- | ----- |
| MS 1973 | Bruce Robertson (CAN)   | 55,69 | Joseph Bottom (USA)     | 56,37   | Robin Backhaus (USA)                   | 56,42 |
| MS 1975 | Gregory Jagenburg (USA) | 55,63 | Roger Pyttel (GDR)      | 56,04   | William Forrester (USA)                | 56,07 |
| MS 1978 | Joseph Bottom (USA)     | 54,30 | Gregory Jagenburg (USA) | 55,26   | Pär Arvidsson (SWE)                    | 55,38 |
| MS 1982 | Matthew Gribble (USA)   | 53,88 | Michael Gross (FRG)     | 54,26   | Bengt Baron (SWE)                      | 54,47 |
| MS 1986 | Pablo Morales (USA)     | 53,54 | Matthew Biondi (USA)    | 53,67   | Andrew Jameson (GBR)                   | 53,81 |
| MS 1991 | Anthony Nesty (SUR)     | 53,29 | Michael Gross (GER)     | 53,31   | Vladislav Kulikov (URS)                | 53,74 |
| MS 1994 | Rafał Szukała (POL)     | 53,51 | Lars Frölander (SWE)    | 53,65   | Denis Pankratov (RUS)                  | 53,68 |
| MS 1998 | Michael Klim (AUS)      | 52,25 | Lars Frölander (SWE)    | 52,79   | Geoffrey Huegill (AUS)                 | 52,90 |
| MS 2001 | Lars Frölander (SWE)    | 52,10 | Ian Crocker (USA)       | 52,25   | Geoffrey Huegill (AUS)                 | 52,36 |
| MS 2003 | Ian Crocker (USA)       | 50,98 | Michael Phelps (USA)    | 51,10   | Andrij Serdinov (UKR)                  | 51,59 |
| MS 2005 | Ian Crocker (USA)       | 50,40 | Michael Phelps (USA)    | 51,65   | Andrij Serdinov (UKR)                  | 52,08 |
| MS 2007 | Michael Phelps (USA)    | 50,77 | Ian Crocker (USA)       | 50,82   | Albert Subirats (VEN)                  | 51,82 |
| MS 2009 | Michael Phelps (USA)    | 49,82 | Milorad Čavić (SRB)     | 49,95   | Rafael Múñoz (ESP)                     | 50,41 |
| MS 2011 | Michael Phelps (USA)    | 50,71 | Konrad Czerniak (POL)   | 51,15   | Tyler McGill (USA)                     | 51,26 |
| MS 2013 | Chad le Clos (RSA)      | 51,06 | László Cseh (HUN)       | 51,45   | Konrad Czerniak (POL)                  | 51,46 |
| MS 2015 | Chad le Clos (RSA)      | 50,56 | László Cseh (HUN)       | 50,87   | Joseph Schooling (SGP)                 | 50,96 |
| MS 2017 | Caeleb Dressel (USA)    | 49,86 | Kristóf Milák (HUN)     | 50,62   | James Guy (GBR) Joseph Schooling (SGP) | 50,83 |
| MS 2019 | Caeleb Dressel (USA)    | 49,66 | Andrej Minakov (RUS)    | 50,83   | Chad le Clos (RSA)                     | 51,16 |
| MS 2022 | Kristóf Milák (HUN)     | 50,14 | Naoki Mizunuma (JPN)    | 50,94   | Joshua Liendo (CAN)                    | 50,97 |
| MS 2023 | Maxime Grousset (FRA)   | 50,14 | Joshua Liendo (CAN)     | 50,34   | Dare Rose (USA)                        | 50,46 |
| MS 2024 | Diogo Ribeiro (POR)     | 51,17 | Simon Bucher (AUT)      | 51,28   | Jakub Majerski (POL)                   | 51,32 |
| MS 2025 | Maxime Grousset (FRA)   | 49,62 | Noè Ponti (SUI)         | 49,83   | Ilya Kharun (CAN)                      | 50,07 |

## 200 m motýlek
| Rok     | Zlato                    | Zlato   | Stříbro                     | Stříbro | Bronz                     | Bronz   |
| ------- | ------------------------ | ------- | --------------------------- | ------- | ------------------------- | ------- |
| MS 1973 | Robin Backhaus (USA)     | 2:03,32 | Steven Gregg (USA)          | 2:03,58 | Hartmut Flöckner (GDR)    | 2:03,84 |
| MS 1975 | William Forrester (USA)  | 2:01,95 | Roger Pyttel (GDR)          | 2:02,22 | Brian Brinkley (GBR)      | 2:02,47 |
| MS 1978 | Michael Bruner (USA)     | 1:59,38 | Steven Gregg (USA)          | 1:59,80 | Roger Pyttel (GDR)        | 2:01,33 |
| MS 1982 | Michael Gross (FRG)      | 1:58,85 | Serhij Fesenko (URS)        | 1:59,91 | Craig Beardsley (USA)     | 2:00,08 |
| MS 1986 | Michael Gross (FRG)      | 1:56,53 | Anthony Mosse (NZL)         | 1:58,36 | Benny Nielsen (DEN)       | 1:59,09 |
| MS 1991 | Melvin Stewart (USA)     | 1:55,69 | Michael Gross (GER)         | 1:56,78 | Tamás Darnyi (HUN)        | 1:58,25 |
| MS 1994 | Denis Pankratov (RUS)    | 1:56,54 | Danyon Loader (NZL)         | 1:57,99 | Chris-Carol Bremer (GER)  | 1:58,11 |
| MS 1998 | Denys Sylanťjev (UKR)    | 1:56,61 | Franck Esposito (FRA)       | 1:56,77 | Thomas Malchow (USA)      | 1:57,26 |
| MS 2001 | Michael Phelps (USA)     | 1:54,58 | Thomas Malchow (USA)        | 1:55,28 | Anatolij Poljakov (RUS)   | 1:55,68 |
| MS 2003 | Michael Phelps (USA)     | 1:54,35 | Takaši Jamamoto (JPN)       | 1:55,52 | Thomas Malchow (USA)      | 1:55,66 |
| MS 2005 | Paweł Korzeniowski (POL) | 1:55,02 | Takeši Macuda (JPN)         | 1:55,62 | Wu Pcheng (CHN)           | 1:56,50 |
| MS 2007 | Michael Phelps (USA)     | 1:52,09 | Wu Pcheng (CHN)             | 1:55,13 | Nikolaj Skvorcov (RUS)    | 1:55,22 |
| MS 2009 | Michael Phelps (USA)     | 1:51,51 | Paweł Korzeniowski (POL)    | 1:53,23 | Takeši Macuda (JPN)       | 1:53,32 |
| MS 2011 | Michael Phelps (USA)     | 1:53,34 | Takeši Macuda (JPN)         | 1:54,01 | Wu Pcheng (CHN)           | 1:54,67 |
| MS 2013 | Chad le Clos (RSA)       | 1:54,32 | Paweł Korzeniowski (POL)    | 1:55,01 | Wu Pcheng (CHN)           | 1:55,09 |
| MS 2015 | László Cseh (HUN)        | 1:53,48 | Chad le Clos (RSA)          | 1:53,68 | Jan Świtkowski (POL)      | 1:54,10 |
| MS 2017 | Chad le Clos (RSA)       | 1:53,33 | László Cseh (HUN)           | 1:53,72 | Daija Seto (JPN)          | 1:54,21 |
| MS 2019 | Kristóf Milák (HUN)      | 1:50,73 | Daija Seto (JPN)            | 1:53,86 | Chad le Clos (RSA)        | 1:54,15 |
| MS 2022 | Kristóf Milák (HUN)      | 1:50,34 | Léon Marchand (FRA)         | 1:53,37 | Tomoru Honda (JPN)        | 1:53,61 |
| MS 2023 | Léon Marchand (FRA)      | 1:52,43 | Krzysztof Chmielewski (POL) | 1:53,62 | Tomoru Honda (JPN)        | 1:53,66 |
| MS 2024 | Tomoru Honda (JPN)       | 1:53,88 | Alberto Razzetti (ITA)      | 1:54,65 | Martin Espernberger (AUT) | 1:55,16 |
| MS 2025 | Luca Urlando (USA)       | 1:51,87 | Krzysztof Chmielewski (POL) | 1:52,64 | Harrison Turner (AUS)     | 1:54,17 |

## 50 m prsa
| Rok     | Zlato                       | Zlato | Stříbro                     | Stříbro | Bronz                       | Bronz |
| ------- | --------------------------- | ----- | --------------------------- | ------- | --------------------------- | ----- |
| MS 2001 | Oleh Lisohor (UKR)          | 27,52 | Roman Sludnov (RUS)         | 27,60   | Domenico Fioravanti (ITA)   | 27,72 |
| MS 2003 | James Gibson (GBR)          | 27,56 | Oleh Lisohor (UKR)          | 27,74   | Mihály Flaskay (HUN)        | 27,79 |
| MS 2005 | Mark Warnecke (GER)         | 27,63 | Mark Gangloff (USA)         | 27,71   | Kósuke Kitadžima (JPN)      | 27,78 |
| MS 2007 | Oleh Lisohor (UKR)          | 27,66 | Brendan Hansen (USA)        | 27,69   | Cameron van der Burgh (RSA) | 27,88 |
| MS 2009 | Cameron van der Burgh (RSA) | 26,67 | Felipe França (BRA)         | 26,76   | Mark Gangloff (USA)         | 26,86 |
| MS 2011 | Felipe França (BRA)         | 27,01 | Fabio Scozzoli (ITA)        | 27,17   | Cameron van der Burgh (RSA) | 27,19 |
| MS 2013 | Cameron van der Burgh (RSA) | 26,77 | Christian Sprenger (AUS)    | 26,78   | Giulio Zorzi (RSA)          | 27,04 |
| MS 2015 | Adam Peaty (GBR)            | 26,51 | Cameron van der Burgh (RSA) | 26,66   | Kevin Cordes (USA)          | 26,86 |
| MS 2017 | Adam Peaty (GBR)            | 25,99 | João Gomes Júnior (BRA)     | 26,52   | Cameron van der Burgh (RSA) | 26,60 |
| MS 2019 | Adam Peaty (GBR)            | 26,06 | Felipe Lima (BRA)           | 26,66   | João Gomes Júnior (BRA)     | 26,69 |
| MS 2022 | Nicolas Fink (USA)          | 26,45 | Nicolò Martinenghi (ITA)    | 26,48   | Michael Andrew (USA)        | 26,72 |
| MS 2023 | Čchin Chaj-jang (CHN)       | 26,29 | Nicolas Fink (USA)          | 26,59   | Sun Ťia-ťün (CHN)           | 26,79 |
| MS 2024 | Samuel Williamson (AUS)     | 26,32 | Nicolò Martinenghi (ITA)    | 26,39   | Nicolas Fink (USA)          | 26,49 |
| MS 2025 | Simone Cerasuolo (ITA)      | 26,54 | Kirill Prigoda (AIN)        | 26,62   | Čchin Chaj-jang (CHN)       | 26,67 |

## 100 m prsa
| Rok     | Zlato                        | Zlato   | Stříbro                                                         | Stříbro | Bronz                        | Bronz   |
| ------- | ---------------------------- | ------- | --------------------------------------------------------------- | ------- | ---------------------------- | ------- |
| MS 1973 | John Hencken (USA)           | 1:04,02 | Michail Chrjukin (URS)                                          | 1:04,61 | Nobutaka Taguči (JPN)        | 1:05,61 |
| MS 1975 | David Wilkie (GBR)           | 1:04,26 | Nobutaka Taguči (JPN)                                           | 1:05,04 | David Leigh (GBR)            | 1:05,32 |
| MS 1978 | Walter Kusch (FRG)           | 1:03,50 | Graham Smith (CAN)                                              | 1:03,60 | Gerald Mörken (FRG)          | 1:03,62 |
| MS 1982 | Stephen Lundquist (USA)      | 1:02,75 | Victor Davis (CAN)                                              | 1:02,82 | John Moffet (USA)            | 1:03,13 |
| MS 1986 | Victor Davis (CAN)           | 1:02,71 | Gianni Minervini (ITA)                                          | 1:03,00 | Dmitrij Volkov (URS)         | 1:03,30 |
| MS 1991 | Norbert Rózsa (HUN)          | 1:01,45 | Adrian Moorhouse (GBR)                                          | 1:01,58 | Gianni Minervini (ITA)       | 1:01,74 |
| MS 1994 | Norbert Rózsa (HUN)          | 1:01,24 | Károly Güttler (HUN)                                            | 1:01,44 | Frédérik Deburghgraeve (BEL) | 1:01,79 |
| MS 1998 | Frédérik Deburghgraeve (BEL) | 1:01,34 | Ceng Čchi-liang (CHN)                                           | 1:01,76 | Kurt Grote (USA)             | 1:01,93 |
| MS 2001 | Roman Sludnov (RUS)          | 1:00,16 | Domenico Fioravanti (ITA)                                       | 1:00,47 | Edward Moses (USA)           | 1:00,61 |
| MS 2003 | Kósuke Kitadžima (JPN)       | 59,78   | Brendan Hansen (USA)                                            | 1:00,21 | James Gibson (GBR)           | 1:00,37 |
| MS 2005 | Brendan Hansen (USA)         | 59,37   | Kósuke Kitadžima (JPN)                                          | 59,53   | Hugues Duboscq (FRA)         | 1:00,20 |
| MS 2007 | Brendan Hansen (USA)         | 59,80   | Kósuke Kitadžima (JPN)                                          | 59,96   | Brenton Rickard (AUS)        | 1:00,58 |
| MS 2009 | Brenton Rickard (AUS)        | 58,58   | Hugues Duboscq (FRA)                                            | 58,64   | Cameron van der Burgh (RSA)  | 58,95   |
| MS 2011 | Alexander Dale Oen (NOR)     | 58,71   | Fabio Scozzoli (ITA)                                            | 59,42   | Cameron van der Burgh (RSA)  | 59,49   |
| MS 2013 | Christian Sprenger (AUS)     | 58,79   | Cameron van der Burgh (RSA)                                     | 58,97   | Felipe Lima (BRA)            | 59,65   |
| MS 2015 | Adam Peaty (GBR)             | 58,52   | Cameron van der Burgh (RSA)                                     | 58,59   | Ross Murdoch (GBR)           | 59,09   |
| MS 2017 | Adam Peaty (GBR)             | 57,47   | Kevin Cordes (USA)                                              | 58,79   | Kirill Prigoda (RUS)         | 59,05   |
| MS 2019 | Adam Peaty (GBR)             | 57,14   | James Wilby (GBR)                                               | 58,46   | Jen C'-pej (CHN)             | 58,63   |
| MS 2022 | Nicolò Martinenghi (ITA)     | 58,20   | Arno Kamminga (NED)                                             | 58,62   | Nicolas Fink (USA)           | 58,65   |
| MS 2023 | Čchin Chaj-jang (CHN)        | 57,69   | Nicolò Martinenghi (ITA) Arno Kamminga (NED) Nicolas Fink (USA) | 58,72   | —                            | —       |
| MS 2024 | Nicolas Fink (USA)           | 58,57   | Nicolò Martinenghi (ITA)                                        | 58,84   | Adam Peaty (GBR)             | 59,10   |
| MS 2025 | Čchin Chaj-jang (CHN)        | 58,23   | Nicolò Martinenghi (ITA)                                        | 58,58   | Denis Petrašov (KGZ)         | 58,88   |

## 200 m prsa
| Rok     | Zlato                      | Zlato   | Stříbro                                | Stříbro | Bronz                                           | Bronz   |
| ------- | -------------------------- | ------- | -------------------------------------- | ------- | ----------------------------------------------- | ------- |
| MS 1973 | David Wilkie (GBR)         | 2:19,28 | John Hencken (USA)                     | 2:19,95 | Nobutaka Taguči (JPN)                           | 2:23,11 |
| MS 1975 | David Wilkie (GBR)         | 2:18,23 | Richard Colella (USA)                  | 2:21,60 | Nikolaj Pankin (URS)                            | 2:21,75 |
| MS 1978 | Nicholas Nevid (USA)       | 2:18,37 | Arsen Miskarov (URS)                   | 2:18,42 | Walter Kusch (FRG)                              | 2:20,16 |
| MS 1982 | Victor Davis (CAN)         | 2:14,77 | Robertas Žulpa (URS)                   | 2:16,68 | John Moffet (USA)                               | 2:18,54 |
| MS 1986 | József Szabó (HUN)         | 2:14,27 | Victor Davis (CAN)                     | 2:14,93 | Steven Bentley (USA)                            | 2:16,51 |
| MS 1991 | Michael Barrowman (USA)    | 2:11,23 | Norbert Rózsa (HUN)                    | 2:12,03 | Nicholas Gillingham (GBR)                       | 2:13,12 |
| MS 1994 | Norbert Rózsa (HUN)        | 2:12,81 | Eric Wunderlich (USA)                  | 2:12,87 | Károly Güttler (HUN)                            | 2:14,12 |
| MS 1998 | Kurt Grote (USA)           | 2:13,40 | Jean-Christophe Sarnin (FRA)           | 2:13,42 | Norbert Rózsa (HUN)                             | 2:13,59 |
| MS 2001 | Brendan Hansen (USA)       | 2:10,69 | Maxim Podoprigora (AUT)                | 2:11,09 | Kósuke Kitadžima (JPN)                          | 2:11,21 |
| MS 2003 | Kósuke Kitadžima (JPN)     | 2:09,42 | Ian Edmond (GBR)                       | 2:10,92 | Brendan Hansen (USA)                            | 2:11,11 |
| MS 2005 | Brendan Hansen (USA)       | 2:09,85 | Michael Brown (CAN)                    | 2:11,22 | Genki Imamura (JPN)                             | 2:11,54 |
| MS 2007 | Kósuke Kitadžima (JPN)     | 2:09,80 | Brenton Rickard (AUS)                  | 2:10,99 | Loris Facci (ITA)                               | 2:11,03 |
| MS 2009 | Dániel Gyurta (HUN)        | 2:07,64 | Eric Shanteau (USA)                    | 2:07,65 | Christian Sprenger (AUS) Giedrius Titenis (LTU) | 2:07,80 |
| MS 2011 | Dániel Gyurta (HUN)        | 2:08,41 | Kósuke Kitadžima (JPN)                 | 2:08,63 | Christian vom Lehn (GER)                        | 2:09,06 |
| MS 2013 | Dániel Gyurta (HUN)        | 2:07,23 | Marco Koch (GER)                       | 2:08,54 | Matti Mattsson (FIN)                            | 2:08,95 |
| MS 2015 | Marco Koch (GER)           | 2:07,76 | Kevin Cordes (USA)                     | 2:08,05 | Dániel Gyurta (HUN)                             | 2:08,10 |
| MS 2017 | Anton Čupkov (RUS)         | 2:06,96 | Jasuhiro Koseki (JPN)                  | 2:07,29 | Ippei Watanabe (JPN)                            | 2:07,47 |
| MS 2019 | Anton Čupkov (RUS)         | 2:06,12 | Matthew Wilson (AUS)                   | 2:06,68 | Ippei Watanabe (JPN)                            | 2:06,73 |
| MS 2022 | Izaac Stubblety-Cook (AUS) | 2:07,07 | Jú Hanaguruma (JPN) Erik Persson (SWE) | 2:08,38 | —                                               | —       |
| MS 2023 | Čchin Chaj-jang (CHN)      | 2:05,48 | Izaac Stubblety-Cook (AUS)             | 2:06,40 | Matthew Fallon (USA)                            | 2:07,74 |
| MS 2024 | Tung Č'-chao (CHN)         | 2:07,94 | Caspar Corbeau (NED)                   | 2:08,24 | Nicolas Fink (USA)                              | 2:08,85 |
| MS 2025 | Čchin Chaj-jang (CHN)      | 2:07,41 | Ippei Watanabe (JPN)                   | 2:07,70 | Caspar Corbeau (NED)                            | 2:07,73 |

## 200 m polohový závod
| Rok     | Zlato                       | Zlato   | Stříbro                  | Stříbro | Bronz                       | Bronz   |
| ------- | --------------------------- | ------- | ------------------------ | ------- | --------------------------- | ------- |
| MS 1973 | Gunnar Larsson (SWE)        | 2:08,36 | Stanley Carper (USA)     | 2:08,43 | David Wilkie (GBR)          | 2:08,84 |
| MS 1975 | András Hargitay (HUN)       | 2:07,72 | Steven Furniss (USA)     | 2:07,75 | Andrej Smirnov (URS)        | 2:08,52 |
| MS 1978 | Graham Smith (CAN)          | 2:03,65 | Jesús Vassallo (USA)     | 2:04,99 | Oleksandr Sydorenko (URS)   | 2:05,29 |
| MS 1982 | Oleksandr Sydorenko (URS)   | 2:03,30 | William Barrett (USA)    | 2:03,49 | Giovanni Franceschi (ITA)   | 2:04,65 |
| MS 1986 | Tamás Darnyi (HUN)          | 2:01,57 | Alexander Baumann (CAN)  | 2:02,34 | Vadym Jaroščuk (URS)        | 2:02,61 |
| MS 1991 | Tamás Darnyi (HUN)          | 1:59,36 | Eric Namesnik (USA)      | 2:01,87 | Christian Geßner (GER)      | 2:02,36 |
| MS 1994 | Jani Sievinen (FIN)         | 1:58,16 | Gregory Burgess (USA)    | 2:00,86 | Attila Czene (HUN)          | 2:01,84 |
| MS 1998 | Marcel Wouda (NED)          | 2:01,18 | Xavier Marchand (FRA)    | 2:01,66 | Ronald Karnaugh (USA)       | 2:01,89 |
| MS 2001 | Massimiliano Rosolino (ITA) | 1:59,71 | Thomas Wilkens (USA)     | 2:00,73 | Justin Norris (AUS)         | 2:00,91 |
| MS 2003 | Michael Phelps (USA)        | 1:56,04 | Ian Thorpe (AUS)         | 1:59,66 | Massimiliano Rosolino (ITA) | 1:59,71 |
| MS 2005 | Michael Phelps (USA)        | 1:56,68 | László Cseh (HUN)        | 1:57,61 | Ryan Lochte (USA)           | 1:57,79 |
| MS 2007 | Michael Phelps (USA)        | 1:54,98 | Ryan Lochte (USA)        | 1:56,19 | László Cseh (HUN)           | 1:56,92 |
| MS 2009 | Ryan Lochte (USA)           | 1:54,10 | László Cseh (HUN)        | 1:55,24 | Eric Shanteau (USA)         | 1:55,36 |
| MS 2011 | Ryan Lochte (USA)           | 1:54,00 | Michael Phelps (USA)     | 1:54,16 | László Cseh (HUN)           | 1:57,69 |
| MS 2013 | Ryan Lochte (USA)           | 1:54,98 | Kósuke Hagino (JPN)      | 1:56,29 | Thiago Pereira (BRA)        | 1:56,30 |
| MS 2015 | Ryan Lochte (USA)           | 1:55,81 | Thiago Pereira (BRA)     | 1:56,65 | Wang Šun (CHN)              | 1:56,81 |
| MS 2017 | Chase Kalisz (USA)          | 1:55,56 | Kósuke Hagino (JPN)      | 1:56,01 | Wang Šun (CHN)              | 1:56,28 |
| MS 2019 | Daija Seto (JPN)            | 1:56,14 | Jérémy Desplanches (SUI) | 1:56,56 | Chase Kalisz (USA)          | 1:56,78 |
| MS 2022 | Léon Marchand (FRA)         | 1:55,22 | Carson Foster (USA)      | 1:55,71 | Daija Seto (JPN)            | 1:56,22 |
| MS 2023 | Léon Marchand (FRA)         | 1:54,82 | Duncan Scott (GBR)       | 1:55,95 | Thomas Dean (GBR)           | 1:56,07 |
| MS 2024 | Finlay Knox (CAN)           | 1:56,64 | Carson Foster (USA)      | 1:56,97 | Alberto Razzetti (ITA)      | 1:57,42 |
| MS 2025 | Léon Marchand (FRA)         | 1:53,68 | Shaine Casas (USA)       | 1:54,30 | Hubert Kós (HUN)            | 1:55,34 |

## 400 m polohový závod
| Rok     | Zlato                   | Zlato   | Stříbro                 | Stříbro | Bronz                      | Bronz   |
| ------- | ----------------------- | ------- | ----------------------- | ------- | -------------------------- | ------- |
| MS 1973 | András Hargitay (HUN)   | 4:31,11 | Rodney Strachan (USA)   | 4:33,50 | Richard Colella (USA)      | 4:34,68 |
| MS 1975 | András Hargitay (HUN)   | 4:32,57 | Andrej Smirnov (URS)    | 4:35,64 | Hans-Joachim Geisler (FRG) | 4:36,40 |
| MS 1978 | Jesús Vassallo (USA)    | 4:20,05 | Serhij Fesenko (URS)    | 4:22,29 | András Hargitay (HUN)      | 4:27,04 |
| MS 1982 | Ricardo Prado (BRA)     | 4:19,78 | Jens-Peter Berndt (GDR) | 4:23,02 | Serhij Fesenko (URS)       | 4:23,29 |
| MS 1986 | Tamás Darnyi (HUN)      | 4:18,98 | Vadym Jaroščuk (URS)    | 4:22,03 | Alexander Baumann (CAN)    | 4:22,58 |
| MS 1991 | Tamás Darnyi (HUN)      | 4:12,36 | Eric Namesnik (USA)     | 4:15,21 | Stefano Battistelli (ITA)  | 4:16,50 |
| MS 1994 | Thomas Dolan (USA)      | 4:12,30 | Jani Sievinen (FIN)     | 4:13,29 | Eric Namesnik (USA)        | 4:15,69 |
| MS 1998 | Thomas Dolan (USA)      | 4:14,95 | Marcel Wouda (NED)      | 4:15,53 | Curtis Myden (CAN)         | 4:16,45 |
| MS 2001 | Alessio Boggiatto (ITA) | 4:13,15 | Erik Vendt (USA)        | 4:15,36 | Thomas Wilkens (USA)       | 4:15,94 |
| MS 2003 | Michael Phelps (USA)    | 4:09,09 | László Cseh (HUN)       | 4:10,79 | Usáma Mellúlí (TUN)        | 4:15,36 |
| MS 2005 | László Cseh (HUN)       | 4:09,63 | Luca Marin (ITA)        | 4:11,67 | Usáma Mellúlí (TUN)        | 4:13,47 |
| MS 2007 | Michael Phelps (USA)    | 4:06,22 | Ryan Lochte (USA)       | 4:09,74 | Luca Marin (ITA)           | 4:09,88 |
| MS 2009 | Ryan Lochte (USA)       | 4:07,01 | Tyler Clary (USA)       | 4:07,31 | László Cseh (HUN)          | 4:07,37 |
| MS 2011 | Ryan Lochte (USA)       | 4:07,13 | Tyler Clary (USA)       | 4:11,17 | Juja Horihata (JPN)        | 4:11,98 |
| MS 2013 | Daija Seto (JPN)        | 4:08,69 | Chase Kalisz (USA)      | 4:09,22 | Thiago Pereira (BRA)       | 4:09,48 |
| MS 2015 | Daija Seto (JPN)        | 4:08,50 | Dávid Verrasztó (HUN)   | 4:09,90 | Chase Kalisz (USA)         | 4:10,05 |
| MS 2017 | Chase Kalisz (USA)      | 4:05,90 | Dávid Verrasztó (HUN)   | 4:08,38 | Daija Seto (JPN)           | 4:09,14 |
| MS 2019 | Daija Seto (JPN)        | 4:08,95 | Jay Litherland (USA)    | 4:09,22 | Lewis Clareburt (NZL)      | 4:12,07 |
| MS 2022 | Léon Marchand (FRA)     | 4:04,28 | Carson Foster (USA)     | 4:06,56 | Chase Kalisz (USA)         | 4:07,47 |
| MS 2023 | Léon Marchand (FRA)     | 4:02,50 | Carson Foster (USA)     | 4:06,56 | Daija Seto (JPN)           | 4:09,41 |
| MS 2024 | Lewis Clareburt (NZL)   | 4:09,72 | Max Litchfield (GBR)    | 4:10,40 | Daija Seto (JPN)           | 4:12,51 |
| MS 2025 | Léon Marchand (FRA)     | 4:04,73 | Tomojuki Macušita (JPN) | 4:08,32 | Ilja Borodin (AIN)         | 4:09,16 |

## 4×100 m volný způsob
| Rok     | Zlato | Zlato   | Stříbro | Stříbro | Bronz | Bronz   |
| ------- | --- | ------- | --- | ------- | --- | ------- |
| MS 1973 | USA (USA) (Melvin Nash, Joseph Bottom, James Montgomery, John Murphy, (r)William Miller, (r)Stanley Carper, (r)Kurt Krumpholz, (r)Richard Klatt)      | 3:27,18 | Sovětský svaz (URS) (Igor Grivennikov, Viktor Aboimov, Vladimir Krivcov, Vladimir Bure, (r)Leonid Dragunov)                | 3:31,36 | Východní Německo (GDR) (Roland Matthes, Roger Pyttel, Peter Bruch, Hartmut Flöckner, (r)Wilfried Hartung, (r)Lutz Unger)         | 3:32,03 |
| MS 1975 | USA (USA) (Bruce Furniss, James Montgomery, Andrew Coan, John Murphy, (r)Melvin Nash, (r)Robin Backhaus, (r)Timothy McDonnell, (r)Joseph Bottom)      | 3:24,85 | Západní Německo (FRG) (Klaus Steinbach, Dirk Braunleder, Kersten Meier, Peter Nocke)                                       | 3:29,55 | Itálie (ITA) (Roberto Pangaro, Paolo Barelli, Claudio Zei, Marcello Guarducci)                                                   | 3:31,85 |
| MS 1978 | USA (USA) (Jack Babashoff, Ambrose Gaines, James Montgomery, David McCagg, (r)Mark Greenwood, (r)David Dickson, (r)David Larson, (r)Joseph Bottom)    | 3:19,74 | Západní Německo (FRG) (Andreas Schmidt, Ulrich Temps, Peter Knust, Klaus Steinbach, (r)Kersten Meier, (r)Karsten Lippmann) | 3:26,65 | Švédsko (SWE) (Per Holmertz, Dan Larsson, Per-Ola Quist, Per-Alvar Magnusson)                                                    | 3:26,95 |
| MS 1982 | USA (USA) (Christopher Cavanaugh, Robin Leamy, David McCagg, Ambrose Gaines, (r)William Barrett, (r)Tom Jager, (r)Richard Saeger, (r)Matthew Gribble) | 3:19,26 | Sovětský svaz (URS) (Sergej Krasjuk, Alexej Filonov, Sergej Smirjagin, Alexej Markovskij)                                  | 3:21,78 | Švédsko (SWE) (Per Johansson, Bengt Baron, Per Holmertz, Per Wikström, (r)Michael Söderlund, (r)Per-Alvar Magnusson)             | 3:22,15 |
| MS 1986 | USA (USA) (Thomas Jager, Michael Heath, Paul Wallace, Matthew Biondi, (r)James Born, (r)Asa Lawrence, (r)Paul Wallace)                                | 3:19,89 | Sovětský svaz (URS) (Gennadij Prigoda, Nikolaj Jevsejev, Sergej Smirjagin, Alexej Markovskij, (r)Veniamin Tajanovič)       | 3:21,14 | Východní Německo (GDR) (Dirk Richter, Jörg Woithe, Sven Lodziewski, Steffen Zesner, (r)Matthias Lutze)                           | 3:21,47 |
| MS 1991 | USA (USA) (Thomas Jager, Brent Lang, Douglas Gjertsen, Matthew Biondi, (r)Troy Dalbey)                                                                | 3:17,15 | Německo (GER) (Peter Sitt, Dirk Richter, Steffen Zesner, Bengt Zikarsky, (r)Nils Rudolph, (r)Christian Tröger)             | 3:18,88 | Sovětský svaz (URS) (Gennadij Prigoda, Iurie Bașcatov, Veniamin Tajanovič, Volodymyr Tkačenko, (r)Alexej Borislavskij)           | 3:18,97 |
| MS 1994 | USA (USA) (Jon Olsen, Joshua Davis, Uğur Taner, Gary Hall jun., (r)Scott Jett, (r)Christopher Eckerman)                                               | 3:16,90 | Rusko (RUS) (Roman Ščogolev, Vladimir Predkin, Vlad Pyšněnko, Alexandr Popov, (r)Vladislav Kulikov, (r)Juruj Muchin)       | 3:18,12 | Brazílie (BRA) (Xuxa Scherer, Teófilo Ferreira, André Teixeira, Gustavo Borges)                                                  | 3:19,35 |
| MS 1998 | USA (USA) (Scott Tucker, Neil Walker, Jon Olsen, Gary Hall jun., (r)Bryan Jones, (r)Bradley Schumacher)                                               | 3:16,69 | Austrálie (AUS) (Michael Klim, Adam Pine, Richard Upton, Christopher Fydler, (r)Nathan Rickard, (r)Anthony Rogis)          | 3:16,97 | Rusko (RUS) (Alexandr Popov, Roman Jegorov, Vladislav Kulikov, Děnis Pimankov, (r)Roman Jegorov, (r)Maxim Koršunov)              | 3:18,45 |
| MS 2001 | Austrálie (AUS) (Michael Klim, Ashley Callus, Todd Pearson, Ian Thorpe, (r)David Jenkins, (r)Adam Pine)                                               | 3:14,10 | Nizozemsko (NED) (Mark Veens, Johan Kenkhuis, Klaas-Erik Zwering, Pieter van den Hoogenband, (r)Ewout Holst)               | 3:14,56 | Německo (GER) (Stefan Herbst, Torsten Spanneberg, Lars Conrad, Sven Lodziewski)                                                  | 3:17,52 |
| MS 2003 | Rusko (RUS) (Andrej Kapralov, Ivan Usov, Děnis Pimankov, Alexandr Popov, (r)Dmitrij Talepov)                                                          | 3:14,06 | USA (USA) (Scott Tucker, Neil Walker, Ryan Wochomurka, Jason Lezak, (r)Randall Bal, (r)Nathaniel Dusing)                   | 3:14,80 | Francie (FRA) (Romain Barnier, Julien Sicot, Fabien Gilot, Frédérick Bousquet)                                                   | 3:15,66 |
| MS 2005 | USA (USA) (Michael Phelps, Neil Walker, Nate Dusing, Jason Lezak, (r)Benjamin Wildman-Tobriner, (r)Garrett Weber-Gale)                                | 3:13,77 | Kanada (CAN) (Yannick Lupien, Richard Say, Michael Mintenko, Brent Hayden)                                                 | 3:16,44 | Austrálie (AUS) (Michael Klim, Andrew Mewing, Leith Brodie, Patrick Murphy)                                                      | 3:17,56 |
| MS 2007 | USA (USA) (Michael Phelps, Neil Walker, Cullen Jones, Jason Lezak, (r)Garrett Weber-Gale, (r)Benjamin Wildman-Tobriner)                               | 3:12,72 | Itálie (ITA) (Massimiliano Rosolino, Alessandro Calvi, Christian Galenda, Filippo Magnini, (r)Lorenzo Vismara)             | 3:14,04 | Francie (FRA) (Fabien Gilot, Frédérick Bousquet, Julien Sicot, Alain Bernard, (r)Grégory Mallet, (r)Amaury Leveaux)              | 3:14,68 |
| MS 2009 | USA (USA) (Michael Phelps, Ryan Lochte, Matthew Grevers, Nathan Adrian, (r)Garrett Weber-Gale, (r)Richard Berens, (r)Cullen Jones)                    | 3:09,21 | Rusko (RUS) (Jevgenij Lagunov, Andrej Grečin, Danila Izotov, Alexandr Suchorukov, (r)Nikita Konovalov)                     | 3:09,52 | Francie (FRA) (Fabien Gilot, Alain Bernard, Grégory Mallet, Frédérick Bousquet, (r)Amaury Leveaux, (r)William Meynard)           | 3:09,89 |
| MS 2011 | Austrálie (AUS) (James Magnussen, Matthew Targett, Matthew Abood, Eamon Sullivan, (r)Kyle Richardson, (r)James Roberts)                               | 3:11,00 | Francie (FRA) (Alain Bernard, Jérémy Stravius, William Meynard, Fabien Gilot)                                              | 3:11,14 | USA (USA) (Michael Phelps, Garrett Weber-Gale, Jason Lezak, Nathan Adrian, (r)Ryan Lochte, (r)Douglas Robison, (r)David Walters) | 3:11,96 |
| MS 2013 | Francie (FRA) (Yannick Agnel, Florent Manaudou, Fabien Gilot, Jérémy Stravius, (r)Amaury Leveaux, (r)Grégory Mallet, (r)William Meynard)              | 3:11,18 | USA (USA) (Nathan Adrian, Ryan Lochte, Anthony Ervin, James Feigen, (r)Richard Berens, (r)Conor Dwyer)                     | 3:11,42 | Rusko (RUS) (Andrey Grečin, Nikita Lobincev, Vladimir Morozov, Danila Izotov, (r)Jevgenij Lagunov, (r)Alexandr Suchorukov)       | 3:11,44 |
| MS 2015 | Francie (FRA) (Mehdy Metella, Florent Manaudou, Fabien Gilot, Jérémy Stravius, (r)Lorys Bourelly, (r)Clément Mignon)                                  | 3:10,74 | Rusko (RUS) (Andrej Grečin, Nikita Lobincev, Vladimir Morozov, Alexandr Suchorukov, (r)Danila Izotov)                      | 3:11,19 | Itálie (ITA) (Luca Dotto, Marco Orsi, Michele Santucci, Filippo Magnini)                                                         | 3:12,53 |
| MS 2017 | USA (USA) (Caeleb Dressel, Townley Haas, Blake Pieroni, Nathan Adrian, (r)Michael Chadwick, (r)Zachary Apple, (r)Townley Haas)                        | 3:10,06 | Brazílie (BRA) (Gabriel Santos, Marcelo Chierighini, César Cielo, Bruno Fratus)                                            | 3:10,34 | Maďarsko (HUN) (Dominik Kozma, Nándor Németh, Péter Holoda, Richárd Bohus)                                                       | 3:11,99 |
| MS 2019 | USA (USA) (Caeleb Dressel, Blake Pieroni, Zachary Apple, Nathan Adrian, (r)Townley Haas, (r)Michael Chadwick)                                         | 3:09,06 | Rusko (RUS) (Vladislav Griňov, Vladimir Morozov, Kliment Kolesnikov, Jevgenij Rylov, (r)Andrej Minakov)                    | 3:09,97 | Austrálie (AUS) (Cameron McEvoy, Clyde Lewis, Alexander Graham, Kyle Chalmers)                                                   | 3:11,22 |
| MS 2022 | USA (USA) (Caeleb Dressel, Ryan Held, Justin Ress, Brooks Curry, (r)Hunter Armstrong)                                                                 | 3:09,34 | Austrálie (AUS) (William Yang, Matthew Temple, Jack Cartwright, Kyle Chalmers)                                             | 3:10,80 | Itálie (ITA) (Alessandro Miressi, Thomas Ceccon, Lorenzo Zazzeri, Manuel Frigo)                                                  | 3:10,95 |
| MS 2023 | Austrálie (AUS) (Jack Cartwright, Flynn Southam, Kai Taylor, Kyle Chalmers, (r)Matthew Temple)                                                        | 3:10,16 | Itálie (ITA) (Alessandro Miressi, Manuel Frigo, Lorenzo Zazzeri, Thomas Ceccon, (r)Leonardo Deplano, (r)Manuel Frigo)      | 3:10,49 | USA (USA) (Ryan Held, John Alexy, Christopher Guiliano, Matthew King, (r)Destin Lasco, (r)Justin Ress)                           | 3:10,81 |
| MS 2024 | Čína (CHN) (Pchan Čan-le, Ťi Sin-ťie, Čang Čan-šuo, Wang Chao-jü)                                                                                     | 3:11,08 | Itálie (ITA) (Alessandro Miressi, Lorenzo Zazzeri, Paolo Conte-Bonin, Manuel Frigo, (r)Leonardo Deplano)                   | 3:12,08 | USA (USA) (Matthew King, Shaine Casas, Lucas Hobson, Carson Foster, (r)Hunter Armstrong, (r)John Aikins)                         | 3:12,29 |
| MS 2025 | Austrálie Flynn Southam Kai Taylor Maximillian Giuliani Kyle Chalmers                                                                                 | 3:08,97 | Itálie Carlos D'Ambrosio Thomas Ceccon Lorenzo Zazzeri Manuel Frigo Leonardo Deplano(r)                                    | 3:09,58 | USA Jack Alexy Patrick Sammon Chris Guiliano Jonny Kulow Shaine Casas(r) Destin Lasco(r)                                         | 3:09,64 |

## 4×200 m volný způsob
| Rok     | Zlato | Zlato   | Stříbro | Stříbro | Bronz | Bronz   |
| ------- | --- | ------- | --- | ------- | --- | ------- |
| MS 1973 | USA (USA) (Kurt Krumpholz, Robin Backhaus, Richard Klatt, James Montgomery, (r)Melvin Nash, (r)Timothy Shaw, (r)William Miller, (r)Rex Favero)          | 7:33,22 | Austrálie (AUS) (John Kulasalu, Stephen Badger, Bradford Cooper, Michael Wenden)                                                                         | 7:43,65 | Západní Německo (FRG) (Klaus Steinbach, Werner Lampe, Peter Nocke, Folkert Meeuw, (r)Gerhard Schiller)                                     | 7:43,68 |
| MS 1975 | Západní Německo (FRG) (Klaus Steinbach, Werner Lampe, Hans-Joachim Geisler, Peter Nocke, (r)Folkert Meeuw)                                              | 7:39,44 | Spojené království (GBR) (Alan McClatchey, Brian Brinkley, Gary Jameson, Gordon Downie)                                                                  | 7:42,55 | Sovětský svaz (URS) (Alexandr Samsonov, Anatolij Rybakov, Viktor Aboimov, Andrej Krylov, (r)Vladimir Michejev, (r)Andrej Bogdanov)         | 7:43,58 |
| MS 1978 | USA (USA) (Bruce Furniss, William Forrester, Robert Hackett, Ambrose Gaines, (r)David Larson, (r)David Dickson, (r)Mark Greenwood, (r)James Montgomery) | 7:20,82 | Sovětský svaz (URS) (Sergej Rusin, Andrey Krylov, Vladimir Salnikov, Sergej Kopljakov, (r)Sergej Krasjuk, (r)Ivar Stukolkin)                             | 7:28,41 | Západní Německo (FRG) (Andreas Schmidt, Peter Knust, Karsten Lippmann, Frank Wennmann)                                                     | 7:33,29 |
| MS 1982 | USA (USA) (Richard Saeger, Jeffrey Float, Kyle Miller, Ambrose Gaines, (r)Douglas Towne, (r)Samuel Worden)                                              | 7:21,09 | Sovětský svaz (URS) (Vladimir Šemetov, Ivar Stukolkin, Vladimir Salnikov, Alexej Filonov, (r)Sergej Krasjuk, (r)Svjatoslav Semjonov, (r)Andrej Krylov)   | 7:24,91 | Západní Německo (FRG) (Andreas Schmidt, Dirk Korthals, Rainer Henkel, Michael Gross, (r)Peter Knust, (r)Andreas Schmidt)                   | 7:25,46 |
| MS 1986 | Východní Německo (GDR) (Lars Hinneburg, Thomas Flemming, Dirk Richter, Sven Lodziewski, (r)Steffen Zesner)                                              | 7:15,91 | Západní Německo (FRG) (Rainer Henkel, Michael Gross, Alexander Schowtka, Thomas Fahrner, (r)Dirk Korthals, (r)Stefan Pfeiffer)                           | 7:15,96 | USA (USA) (Eric Boyer, Michael Heath, Daniel Jorgensen, Matthew Biondi, (r)Michael O'Brien)                                                | 7:18,29 |
| MS 1991 | Německo (GER) (Peter Sitt, Steffen Zesner, Stefan Pfeiffer, Michael Gross, (r)Jochen Bruha, (r)Christian Tröger)                                        | 7:13,50 | USA (USA) (Troy Dalbey, Melvin Stewart, Daniel Jorgensen, Douglas Gjertsen, (r)Paul Robinson)                                                            | 7:14,87 | Itálie (ITA) (Emanuele Idini, Roberto Gleria, Stefano Battistelli, Giorgio Lamberti, (r)Bruno Zorzan)                                      | 7:17,18 |
| MS 1994 | Švédsko (SWE) (Christer Wallin, Tommy Werner, Lars Frölander, Anders Holmertz, (r)Christoffer Eliasson)                                                 | 7:17,74 | Rusko (RUS) (Juruj Muchin, Vlad Pyšněnko, Denis Pankratov, Roman Ščogolev, (r)Alexej Stěpanov)                                                           | 7:18,13 | Německo (GER) (Andreas Szigat, Christian Keller, Oliver Lampe, Steffen Zesner, (r)Dirk Bludau, (r)Christian Tröger, (r)Torsten Spanneberg) | 7:19,10 |
| MS 1998 | Austrálie (AUS) (Michael Klim, Grant Hackett, Ian Thorpe, Daniel Kowalski, (r)Anthony Rogis)                                                            | 7:12,48 | Nizozemsko (NED) (Pieter van den Hoogenband, Mark van der Zijden, Martijn Zuijdweg, Marcel Wouda, (r)Bas-Ido Wennekes, (r)Johan Kenkhuis)                | 7:16,77 | Spojené království (GBR) (Paul Palmer, Gavin Meadows, Andrew Clayton, James Salter, (r)Mark Stevens)                                       | 7:17,33 |
| MS 2001 | Austrálie (AUS) (Grant Hackett, Michael Klim, William Kirby, Ian Thorpe, (r)Todd Pearson, (r)Antony Matkovich, (r)Raymond Hass)                         | 7:04,66 | Itálie (ITA) (Emiliano Brembilla, Matteo Pelliciari, Andrea Beccari, Massimiliano Rosolino, (r)Federico Cappellazzo, (r)Andrea Righi, (r)Simone Cercato) | 7:10,86 | USA (USA) (Scott Goldblatt, Nathaniel Dusing, Chad Carvin, Klete Keller, (r)Jay Schryver, (r)James Rauch)                                  | 7:13,69 |
| MS 2003 | Austrálie (AUS) (Grant Hackett, Craig Stevens, Nicholas Sprenger, Ian Thorpe, (r)Antony Matkovich, (r)Jason Cram)                                       | 7:08,58 | USA (USA) (Michael Phelps, Nathaniel Dusing, Aaron Peirsol, Klete Keller, (r)Scott Goldblatt, (r)Chad Carvin, (r)Kevin Clements)                         | 7:10,26 | Německo (GER) (Johannes Oesterling, Lars Conrad, Stefan Herbst, Christian Keller)                                                          | 7:14,02 |
| MS 2005 | USA (USA) (Michael Phelps, Ryan Lochte, Peter Vanderkaay, Klete Keller, (r)Jayme Cramer, (r)Matthew McGinnis)                                           | 7:06,58 | Kanada (CAN) (Brent Hayden, Colin Russell, Richard Say, Andrew Hurd)                                                                                     | 7:09,73 | Austrálie (AUS) (Nicholas Sprenger, Patrick Murphy, Andrew Mewing, Grant Hackett, (r)Brendon Hughes, (r)Adam Lucas)                        | 7:10,59 |
| MS 2007 | USA (USA) (Michael Phelps, Ryan Lochte, Klete Keller, Peter Vanderkaay, (r)Jayme Cramer, (r)David Walters)                                              | 7:03,24 | Austrálie (AUS) (Patrick Murphy, Andrew Mewing, Grant Brits, Kenrick Monk, (r)Nicholas Ffrost)                                                           | 7:10,05 | Kanada (CAN) (Brian Johns, Brent Hayden, Richard Say, Andrew Hurd)                                                                         | 7:10,70 |
| MS 2009 | USA (USA) (Michael Phelps, Richard Berens, David Walters, Ryan Lochte, (r)Daniel Madwed, (r)Davis Tarwater, (r)Peter Vanderkaay)                        | 6:58,55 | Rusko (RUS) (Nikita Lobincev, Michail Poliščuk, Danila Izotov, Alexandr Suchorukov, (r)Jevgenij Lagunov, (r)Sergej Perunin)                              | 6:59,15 | Austrálie (AUS) (Kenrick Monk, Robert Hurley, Tommaso D'Orsogna, Patrick Murphy, (r)Nicholas Ffrost, (r)Kirk Palmer)                       | 7:01,65 |
| MS 2011 | USA (USA) (Michael Phelps, Peter Vanderkaay, Richard Berens, Ryan Lochte, (r)David Walters, (r)Conor Dwyer)                                             | 7:02,67 | Francie (FRA) (Yannick Agnel, Grégory Mallet, Jérémy Stravius, Fabien Gilot, (r)Sébastien Rouault)                                                       | 7:04,81 | Čína (CHN) (Wang Šun, Čang Lin, Li Jün-čchi, Sun Jang, (r)Ťiang Jü-chuej)                                                                  | 7:05,67 |
| MS 2013 | USA (USA) (Conor Dwyer, Ryan Lochte, Charlie Houchin, Richard Berens, (r)Matthew McLean, (r)Michael Klueh)                                              | 7:01,72 | Rusko (RUS) (Danila Izotov, Nikita Lobincev, Arťom Lobuzov, Alexandr Suchorukov)                                                                         | 7:03,92 | Čína (CHN) (Wang Šun, Chao Jün, Li Jün-čchi, Sun Jang, (r)Lu Č'-wu)                                                                        | 7:04,74 |
| MS 2015 | Spojené království (GBR) (Daniel Wallace, Robert Renwick, Calum Jarvis, James Guy, (r)Nicholas Grainger, (r)Duncan Scott)                               | 7:04,33 | USA (USA) (Ryan Lochte, Conor Dwyer, Reed Malone, Michael Weiss, (r)Michael Klueh)                                                                       | 7:04,75 | Austrálie (AUS) (Cameron McEvoy, David McKeon, Daniel Smith, Thomas Fraser-Holmes, (r)Grant Hackett, (r)Kurt Herzog)                       | 7:05,34 |
| MS 2017 | Spojené království (GBR) (Stephen Milne, Nicholas Grainger, Duncan Scott, James Guy, (r)Calum Jarvis)                                                   | 7:01,70 | Rusko (RUS) (Michail Dovgaljuk, Michail Vekoviščev, Danila Izotov, Alexandr Krasnych, (r)Nikita Lobincev)                                                | 7:02,68 | USA (USA) (Blake Pieroni, Townley Haas, John Conger, Zane Grothe, (r)Conor Dwyer, (r)Clark Smith, (r)Jay Litherland)                       | 7:03,18 |
| MS 2019 | Austrálie (AUS) (Clyde Lewis, Kyle Chalmers, Alexander Graham, Mackenzie Horton, (r)Jack McLoughlin, (r)Thomas Fraser-Holmes)                           | 7:00,85 | Rusko (RUS) (Michail Dovgaljuk, Michail Vekoviščev, Alexandr Krasnych, Martin Maljutin, (r)Ivan Girjov)                                                  | 7:01,81 | USA (USA) (Andrew Seliskar, Blake Pieroni, Zachary Apple, Townley Haas, (r)John Conger, (r)Jack LeVant)                                    | 7:01,98 |
| MS 2022 | USA (USA) (Drew Kibler, Carson Foster, Trenton Julian, Kieran Smith, (r)Trey Freeman, (r)Coby Carrozza)                                                 | 7:00,24 | Austrálie (AUS) (Elijah Winnington, Zac Incerti, Samuel Short, Mack Horton, (r)Brendon Smith)                                                            | 7:03,50 | Spojené království (GBR) (James Guy, Jacob Whittle, Joseph Litchfield, Thomas Dean, (r)Matthwe Richards)                                   | 7:04,00 |
| MS 2023 | Spojené království (GBR) (Duncan Scott, Matthew Richards, James Guy, Thomas Dean, (r)Joe Litchfield)                                                    | 6:59,08 | USA (USA) (Lukas Hobson, Carson Foster, Jacob Mitchell, Kieran Smith, (r)Drew Kibler, (r)Baylor Nelson, (r)Henry McFadden)                               | 7:00,02 | Austrálie (AUS) (Kai Taylor, Kyle Chalmers, Alexander Graham, Thomas Neill, (r)Flynn Southam, (r)Elijah Winnington)                        | 7:02,13 |
| MS 2024 | Čína (CHN) (Ťi Sin-ťie, Wang Chao-jü, Pchan Čan-le, Čang Čan-šuo)                                                                                       | 7:01,84 | Jižní Korea (KOR) (Jang Če-hun, Kim U-min, I Ho-čun, Hwang Son-u, (r)I Ju-jon)                                                                           | 7:01,94 | USA (USA) (Lucas Hobson, Carson Foster, Hunter Armstrong, David Johnston, (r)Shaine Casas)                                                 | 7:02,08 |
| MS 2025 | Spojené království Matt Richards James Guy Jack McMillan Duncan Scott Evan Jones(r) Tom Dean(r)                                                         | 6:59,84 | Čína Ťi Sin-ťie Pchan Čan-le Wang Šun Čang Čan-šuo Fej Li-wej(r)                                                                                         | 7:00,91 | Austrálie Flynn Southam Charlie Hawke Kai Taylor Maximillian Giuliani Edward Sommerville(r)                                                | 7:00,98 |

## 4×100 m polohový závod
| Rok     | Zlato | Zlato      | Stříbro | Stříbro | Bronz | Bronz   |
| ------- | --- | ---------- | --- | ------- | --- | ------- |
| MS 1973 | USA (USA) (Michael Stamm, John Hencken, Joseph Bottom, James Montgomery, (r)John Naber, (r)Robin Backhaus, (r)Melvin Nash)                                   | 3:49,49    | Východní Německo (GDR) (Roland Matthes, Jürgen Glas, Hartmut Flöckner, Roger Pyttel, (r)Lutz Wanja, (r)Wilfried Hartung)                                                      | 3:53,24 | Kanada (CAN) (Ian MacKenzie, Peter Hrdlitschka, Bruce Robertson, Brian Phillips)                                                                                             | 3:56,37 |
| MS 1975 | USA (USA) (John Murphy, Richard Colella, Gregory Jagenburg, Andrew Coan, (r)Melvin Nash, (r)Richard Bohan, (r)William Forrester, (r)Joseph Bottom)           | 3:49,00    | Západní Německo (FRG) (Klaus Steinbach, Walter Kusch, Michael Kraus, Peter Nocke, (r)Bodo Schlag, (r)Peter Lang, (r)Lutz Stoklasa, (r)Dirk Braunleder)                        | 3:51,85 | Spojené království (GBR) (James Carter, David Wilkie, Brian Brinkley, Gordon Downie, (r)Stephen Nash)                                                                        | 3:52,80 |
| MS 1978 | USA (USA) (Robert Jackson, Nicholas Nevid, Joseph Bottom, David McCagg, (r)Peter Rocca, (r)Stephen Lundquist, (r)Gregory Jagenburg, (r)Ambrose Gaines)       | 3:44,63    | Západní Německo (FRG) (Klaus Steinbach, Walter Kusch, Michael Kraus, Andreas Schmidt, (r)Reinhold Becker, (r)Peter Broscienski, (r)Ulrich Temps)                              | 3:48,58 | Spojené království (GBR) (Gary Abraham, Duncan Goodhew, John Mills, Martin Smith, (r)David Dunne)                                                                            | 3:49,06 |
| MS 1982 | USA (USA) (Richard Carey, Stephen Lundquist, Matthew Gribble, Ambrose Gaines, (r)Clay Britt, (r)John Moffet, (r)Christopher Rives, (r)Christopher Cavanaugh) | 3:40,84    | Sovětský svaz (URS) (Vladimir Šemetov, Jurij Kis, Alexej Markovskij, Sergej Smirjagin, (r)Sergej Krasjuk)                                                                     | 3:42,86 | Západní Německo (FRG) (Stefan Peter, Gerald Mörken, Michael Gross, Andreas Schmidt)                                                                                          | 3:44,78 |
| MS 1986 | USA (USA) (Daniel Veatch, David Lundberg, Pablo Morales, Matthew Biondi, (r)Mark Rhodenbaugh, (r)Steven Bentley, (r)Craig Oppel, (r)Thomas Jager)            | 3:41,25    | Západní Německo (FRG) (Frank Hoffmeister, Bert Göbel, Michael Gross, André Schadt, (r)Rene Schaffgans, (r)Alexander Schowtka)                                                 | 3:42,26 | Sovětský svaz (URS) (Igor Poljanskij, Dmitrij Volkov, Alexej Markovskij, Nikolaj Jevsejev, (r)Sergej Zabolotnov, (r)Eduard Klimenťjev, (r)Sergej Garro, (r)Sergej Smirjagin) | 3:42,63 |
| MS 1991 | USA (USA) (Jeffrey Rouse, Eric Wunderlich, Mark Henderson, Matthew Biondi, (r)Scott Johnson, (r)Michael Barrowman, (r)Bart Pippenger, (r)Brent Lang)         | 3:39,66    | Sovětský svaz (URS) (Vladimir Šemetov, Dmitrij Volkov, Vladislav Kulikov, Veniamin Tajanovič, (r)Vladimir Selkov, (r)Vadim Alexejev, (r)Vjačeslav Novikov, (r)Iurie Bașcatov) | 3:40,41 | Německo (GER) (Frank Hoffmeister, Christian Poswiat, Michael Gross, Dirk Richter, (r)Christian Poswiat, (r)Thilo Haase, (r)Bengt Zikarsky)                                   | 3:42,13 |
| MS 1994 | USA (USA) (Jeffrey Rouse, Eric Wunderlich, Mark Henderson, Gary Hall jun., (r)Brian Retterer, (r)Seth Van Neerden, (r)Mark Henderson, (r)Jon Olsen)          | 3:37,74    | Rusko (RUS) (Vladimir Selkov, Vasilij Ivanov, Denis Pankratov, Alexandr Popov, (r)Vladislav Kulikov, (r)Vladimir Predkin)                                                     | 3:38,28 | Maďarsko (HUN) (Tamás Deutsch, Norbert Rózsa, Péter Horváth, Attila Czene)                                                                                                   | 3:39,47 |
| MS 1998 | Austrálie (AUS) (Matthew Welsh, Philip Rogers, Michael Klim, Christopher Fydler, (r)Geoffrey Huegill)                                                        | 3:37,98    | USA (USA) (Leonid Krajzelburg, Kurt Grote, Neil Walker, Gary Hall jun., (r)Jeremy Linn, (r)John Hargis, (r)Scott Tucker)                                                      | 3:38,56 | Maďarsko (HUN) (Attila Czene, Norbert Rózsa, Péter Horváth, Attila Zubor) | 3:39,53 |
| MS 2001 | Austrálie (AUS) (Matthew Welsh, Regan Harrison, Geoffrey Huegill, Ian Thorpe, (r)Joshua Watson, (r)Philip Rogers, (r)Adam Pine, (r)Ashley Callus)            | 3:35,35    | Německo (GER) (Steffen Driesen, Jens Kruppa, Thomas Rupprath, Torsten Spanneberg)                                                                                             | 3:36,34 | Rusko (RUS) (Vladislav Aminov, Dmitrij Komornikov, Vladislav Kulikov, Dmitrij Černyšov, (r)Igor Marčenko, (r)Leonid Chochlov)                                                | 3:37,77 |
| MS 2003 | USA (USA) (Aaron Peirsol, Brendan Hansen, Ian Crocker, Jason Lezak, (r)Randall Bal, (r)Edward Moses, (r)Michael Phelps, (r)Neil Walker)                      | 3:31,54    | Rusko (RUS) (Arkadij Vjatčanin, Roman Ivanovskij, Igor Marčenko, Alexandr Popov, (r)Jevgenij Aljošin, (r)Dmitrij Komornikov, (r)Jevgenij Korotyškin, (r)Děnis Pimankov)       | 3:34,72 | Japonsko (JPN) (Tomomi Morita, Kósuke Kitadžima, Takaši Jamamoto, Daisuke Hosokawa)                                                                                          | 3:36,12 |
| MS 2005 | USA (USA) (Aaron Peirsol, Brendan Hansen, Ian Crocker, Jason Lezak, (r)Randall Bal, (r)Mark Gangloff, (r)Michael Phelps, (r)Neil Walker)                     | 3:31,85    | Rusko (RUS) (Arkadij Vjatčanin, Dmitrij Komornikov, Igor Marčenko, Andrej Kapralov, (r)Grigorij Falko, (r)Jevgenij Korotyškin, (r)Jevgenij Lagunov)                           | 3:35,08 | Japonsko (JPN) (Tomomi Morita, Kósuke Kitadžima, Rjó Takajasu, Daisuke Hosokawa)                                                                                             | 3:35,40 |
| MS 2007 | Austrálie (AUS) (Matthew Welsh, Brenton Rickard, Andrew Lauterstein, Eamon Sullivan, (r)Hayden Stoeckel, (r)Michael Klim, (r)Kenrick Monk)                   | 3:34,93    | Japonsko (JPN) (Tomomi Morita, Kósuke Kitadžima, Takaši Jamamoto, Daisuke Hosokawa, (r)Masafumi Jamaguči)                                                                     | 3:35,16 | Rusko (RUS) (Arkadij Vjatčanin, Dmitrij Komornikov, Nikolaj Skvorcov, Jevgenij Lagunov, (r)Roman Sludnov, (r)Andrej Kapralov)                                                | 3:35,51 |
| MS 2009 | USA (USA) (Aaron Peirsol, Eric Shanteau, Michael Phelps, Davis Walters, (r)Matthew Grevers, (r)Mark Gangloff, (r)Tyler McGill, (r)Nathan Adrian)             | 3:27,28    | Německo (GER) (Helge Meeuw, Hendrik Feldwehr, Benjamin Starke, Paul Biedermann)                                                                                               | 3:28,58 | Austrálie (AUS) (Ashley Delaney, Brenton Rickard, Andrew Lauterstein, Matthew Targett, (r)Christian Sprenger)                                                                | 3:28,64 |
| MS 2011 | USA (USA) (Nicholas Thoman, Mark Gangloff, Michael Phelps, Nathan Adrian, (r)David Plummer, (r)Eric Shanteau, (r)Tyler McGill, (r)Garrett Weber-Gale)        | 3:32,06    | Austrálie (AUS) (Hayden Stoeckel, Brenton Rickard, Geoffrey Huegill, James Magnussen, (r)Benjamin Treffers, (r)Christian Sprenger, (r)Samuel Ashby, (r)James Roberts)         | 3:32,26 | Německo (GER) (Helge Meeuw, Hendrik Feldwehr, Benjamin Starke, Paul Biedermann, (r)Markus Deibler)                                                                           | 3:32,60 |
| MS 2013 | Francie (FRA) (Camille Lacourt, Giacomo Perez-Dortona, Jérémy Stravius, Fabien Gilot)                                                                        | 3:31,51    | Austrálie (AUS) (Ashley Delaney, Christian Sprenger, Tommaso D'Orsogna, James Magnussen, (r)Kenneth To, (r)Cameron McEvoy)                                                    | 3:31,64 | Japonsko (JPN) (Rjósuke Irie, Kósuke Kitadžima, Takuró Fudžii, Šinri Šioura)                                                                                                 | 3:32,26 |
| MS 2015 | USA (USA) (Ryan Murphy, Kevin Cordes, Thomas Shields, Nathan Adrian, (r)Matthew Grevers, (r)Cody Miller, (r)Timothy Phillips, (r)Ryan Lochte)                | 3:29,93    | Austrálie (AUS) (Mitchell Larkin, Jake Packard, Jayden Hadler, Cameron McEvoy, (r)David Morgan, (r)Kyle Chalmers)                                                             | 3:30,08 | Francie (FRA) (Camille Lacourt, Giacomo Perez-Dortona, Mehdy Metella, Fabien Gilot)                                                                                          | 3:30,50 |
| MS 2017 | USA (USA) (Matthew Grevers, Kevin Cordes, Caeleb Dressel, Nathan Adrian, (r)Ryan Murphy, (r)Cody Miller, (r)Timothy Phillips, (r)Townley Haas)               | 3:27,91    | Spojené království (GBR) (Christopher Walker-Hebborn, Adam Peaty, James Guy, Duncan Scott, (r)Ross Murdoch)                                                                   | 3:28,95 | Rusko (RUS) (Jevgenij Rylov, Kirill Prigoda, Alexandr Popkov, Vladimir Morozov, (r)Grigorij Tarasevič, (r)Anton Čupkov, (r)Daniil Pachomov, (r)Danila Izotov)                | 3:29,76 |
| MS 2019 | Spojené království (GBR) (Luke Greenbank, Adam Peaty, James Guy, Duncan Scott, (r)James Wilby)                                                               | 3:28,10    | USA (USA) (Ryan Murphy, Andrew Wilson, Caeleb Dressel, Nathan Adrian, (r)Matthew Grevers, (r)Michael Andrew, (r)John Conger, (r)Zachary Apple)                                | 3:28,45 | Rusko (RUS) (Jevgenij Rylov, Kirill Prigoda, Andrej Minakov, Vladimir Morozov, (r)Kliment Kolesnikov, (r)Anton Čupkov, (r)Michail Vekoviščev, (r)Vladislav Griňov)           | 3:28,81 |
| MS 2022 | Itálie (ITA) (Thomas Ceccon, Nicolò Martinenghi, Federico Burdisso, Alessandro Miressi, (r)Piero Codia, (r)Lorenzo Zazzeri)                                  | 3:27,51    | USA (USA) (Ryan Murphy, Nicolas Fink, Michael Andrew, Ryan Held, (r)Hunter Armstrong, (r)Trenton Julian, (r)Brooks Curry)                                                     | 3:27,79 | Spojené království (GBR) (Luke Greenbank, James Wilby, James Guy, Thomas Dean, (r)Jacob Peters, (r)Lewis Burras)                                                             | 3:31,31 |
| MS 2023 | USA (USA) (Ryan Murphy, Nicolas Fink, Dare Rose, John Alexy, (r)Hunter Armstrong, (r)Joshua Matheny, (r)Thomas Heilman, (r)Matthew King)                     | 3:27,20    | Čína (CHN) (Sü Ťia-jü, Čchin Chaj-jang, Wang Čchang-chao, Pchan Čan-le, (r)Jen C'-pej, (r)Sun Ťia-ťün, (r)Wang Chao-jü)                                                       | 3:29,00 | Austrálie (AUS) (Bradley Woodward, Izaac Stubblety-Cook, Matthew Temple, Kyle Chalmers, (r)Samuel Williamson, (r)Kai Taylor)                                                 | 3:29,62 |
| MS 2024 | USA (USA) (Hunter Armstrong, Nicolas Fink, Zachary Harting, Matthew King, (r)John Aikins, (r)Jacob Foster, (r)Shaine Casas, (r)Lucas Hobson)                 | 3:29,30    | Nizozemsko (NED) (Kai van Westering, Arno Kamminga, Nyls Korstanje, Stan Pijnenburg, (r)Caspar Corbeau)                                                                       | 3:31,23 | Itálie (ITA) (Michele Lamberti, Nicolò Martinenghi, Gianmarco Sansone, Alessandro Miressi, (r)Ludovico Viberti, (r)Federico Burdisso)                                        | 3:31,59 |
| MS 2025 | Individuální neutrální sportovci Miron Lifincev Kirill Prigoda Andrej Minakov Jegor Korněv Kliment Kolesnikov(r) Ivan Kožakin(r) Ivan Girev(r)               | 3:26,93 ER | Francie Yohann Ndoye-Brouard Léon Marchand Maxime Grousset Yann Le Goff Jeremie Delbois(r) Clément Secchi(r)                                                                  | 3:27,96 | USA Tommy Janton Josh Matheny Dare Rose Jack Alexy Campbell McKean(r) | 3:28,62 |

## 4×100 m volný způsob (mix)
| Rok     | Zlato | Zlato      | Stříbro | Stříbro    | Bronz | Bronz   |
| ------- | --- | ---------- | --- | ---------- | --- | ------- |
| MS 2015 | USA (USA) (Ryan Lochte, Nathan Adrian, Simone Manuelová, Melissa Franklinová, (r)Conor Dwyer, (r)Margo Geerová, (r)Abbigail Weitzeilová)                                 | 3:23,05    | Nizozemsko (NED) (Sebastiaan Verschuren, Joost Reijns, Ranomi Kromowidjojová, Femke Heemskerková, (r)Kyle Stolk, (r)Marrit Steenbergenová)                              | 3:23,10    | Kanada (CAN) (Santo Condorelli, Yuri Kisil, Chantal Van Landeghemová, Sandrine Mainvilleová, (r)Karl Krug, (r)Victoria Poonová)                               | 3:23,59 |
| MS 2017 | USA (USA) (Caeleb Dressel, Nathan Adrian, Mallory Comerfordová, Simone Manuelová, (r)Blake Pieroni, (r)Townley Haas, (r)Lia Nealová, (r)Kelsi Worrellová)                | 3:19,60    | Nizozemsko (NED) (Ben Schwietert, Kyle Stolk, Femke Heemskerková, Ranomi Kromowidjojová, (r)Maud van der Meerová)                                                       | 3:21,81    | Kanada (CAN) (Yuri Kisil, Javier Acevedo, Chantal Van Landeghemová, Penny Oleksiaková, (r)Markus Thormeyer, (r)Sandrine Mainvilleová)                         | 3:23,55 |
| MS 2019 | USA (USA) (Caeleb Dressel, Zachary Apple, Mallory Comerfordová, Simone Manuelová, (r)Blake Pieroni, (r)Nathan Adrian, (r)Kathryn McLaughlinová, (r)Abbigail Weitzeilová) | 3:19,40    | Austrálie (AUS) (Kyle Chalmers, Clyde Lewis, Emma McKeonová, Bronte Campbellová, (r)Cameron McEvoy, (r)Alexander Graham, (r)Brianna Throssellová, (r)Madison Wilsonová) | 3:19,97    | Francie (FRA) (Clément Mignon, Mehdy Metella, Charlotte Bonnetová, Marie Wattelová, (r)Maxime Grousset, (r)Béryl Gastaldellová)                               | 3:22,11 |
| MS 2022 | Austrálie (AUS) (Jack Cartwright, Kyle Chalmers, Madison Wilsonová, Mollie O'Callaghanová, (r)Zac Incerti, (r)William Yang, (r)Megan Harrisová, (r)Leah Nealeová)        | 3:19,38    | Kanada (CAN) (Joshua Liendo, Javier Acevedo, Kayla Sanchezová, Penny Oleksiaková, (r)Ruslan Gazijev, (r)Taylor Rucková, (r)Margaret Mac Neilová)                        | 3:20,61    | USA (USA) (Ryan Held, Brooks Curry, Torri Huskeová, Claire Curzanová, (r)Drew Kibler, (r)Erika Brownová, (r)Katherine Douglassová)                            | 3:21,09 |
| MS 2023 | Austrálie (AUS) (Jack Cartwright, Kyle Chalmers, Shayna Jacková, Mollie O'Callaghanová, (r)Flynn Southam, (r)Madison Wilsonová, (r)Meg Harrisová)                        | 3:18,83    | USA (USA) (John Alexy, Matthew King, Abbigail Weitzeilová, Katherine Douglassová, (r)Christopher Guiliano, (r)Olivia Smoligaová, (r)Arabella Simsová)                   | 3:20,82    | Spojené království (GBR) (Matthew Richards, Duncan Scott, Anna Hopkinová, Freya Andersonová, (r)Jacob Whittle, (r)Thomas Dean, (r)Lucy Hopeová)               | 3:21,68 |
| MS 2024 | Čína (CHN) (Pchan Čan-le, Wang Chao-jü, Li Ping-ťie, Jü I-tching, (r)Ťi Sin-ťie, (r)Aj Jen-chan)                                                                         | 3:21,18    | Austrálie (AUS) (Kai Taylor, Jack Cartwright, Shayna Jacková, Brianna Throssellová, (r)Alexandria Perkinsová, (r)Abbey Harkinová)                                       | 3:21,78    | USA (USA) (Hunter Armstrong, Matthew King, Claire Curzanová, Katherine Douglassová, (r)Lucas Hobson, (r)John Aikins, (r)Addison Sauickieová, (r)Kayla Hanová) | 3:22,28 |
| MS 2025 | USA Jack Alexy Patrick Sammon Kate Douglassová Torri Huskeová Chris Guiliano Jonny Kulow(r) Simone Manuelová(r)                                                          | 3:18,48 WR | Individuální neutrální sportovci Jegor Korněv Ivan Girov Darija Klepikovová Daria Trofimovová Vladislav Grinev(r) Alina Gajfutdinová(r) Milana Stěpanovová(r)           | 3:19,68 ER | Francie Maxime Grousset Yann Le Goff Marie Wattelová Béryl Gastaldellová Rafael Fente-Damers(r) Albane Cachotová(r)                                           | 3:21,35 |

## 4×100 m polohový závod (mix)
| Rok     | Zlato | Zlato   | Stříbro | Stříbro | Bronz | Bronz   |
| ------- | --- | ------- | --- | ------- | --- | ------- |
| MS 2015 | Spojené království (GBR) (Chris Walker-Hebborn, Adam Peaty, Siobhan-Marie O'Connorová, Francesca Halsallová, (r)Ross Murdoch, (r)Rachael Kellyová)                 | 3:41,71 | USA (USA) (Ryan Murphy, Kevin Cordes, Kathryn McLaughlinová, Margo Geerová, (r)Kendyl Stewart, (r)Lia Nealová)                                                             | 3:43,27 | Německo (GER) (Jan-Philip Glania, Hendrik Feldwehr, Alexandra Wenková, Annika Bruhnová) | 3:44,13 |
| MS 2017 | USA (USA) (Matthew Grevers, Lillia Kingová, Caeleb Dressel, Simone Manuelová, (r)Ryan Murphy, (r)Kevin Cordes, (r)Kelsi Worrellová, (r)Mallory Comerfordová)       | 3:38,56 | Austrálie (AUS) (Mitchell Larkin, Daniel Cave, Emma McKeonová, Bronte Campbellová, (r)Kaylee McKeownová, (r)Matthew Wilson, (r)Grant Irvine, (r)Shayna Jacková)            | 3:41,21 | Kanada (CAN) (Kylie Masseová, Richard Funk, Penny Oleksiaková, Yuri Kisil, (r)Javier Acevedo, (r)Rebecca Smithová, (r)Chantal Van Landeghemová) Čína (CHN) (Sü Ťia-jü, Jen C'-pej, Čang Jü-fej, Ču Meng-chuej, (r)Li Kuang-jüan, (r)Š' Ťing-lin, (r)Li Ču-chao) | 3.41,25 |
| MS 2019 | Austrálie (AUS) (Mitchell Larkin, Matthew Wilson, Emma McKeonová, Cate Campbellová, (r)Minna Athertonová, (r)Matthew Temple, (r)Bronte Campbellová)                | 3:39,08 | USA (USA) (Ryan Murphy, Lillia Kingová, Caeleb Dressel, Simone Manuelová, (r)Matthew Grevers, (r)Andrew Wilson, (r)Kelsi Dahliaová, (r)Mallory Comerfordová)               | 3:39,10 | Spojené království (GBR) (Georgia Daviesová, Adam Peaty, James Guy, Freya Andersonová, (r)James Wilby) | 3:40,68 |
| MS 2022 | USA (USA) (Hunter Armstrong, Nicolas Fink, Torri Huskeová, Claire Curzanová, (r)Ryan Murphy, (r)Lillia Kingová, (r)Michael Andrew, (r)Erika Brownová)              | 3:38,79 | Austrálie (AUS) (Kaylee McKeownová, Izaac Stubblety-Cook, Matthew Temple, Shayna Jacková, (r)Isaac Cooper, (r)Matthew Wilson, (r)Brianna Throssellová, (r)Megan Harrisová) | 3:41,34 | Nizozemsko (NED) (Kira Toussaintová, Arno Kamminga, Nyls Korstanje, Marrit Steenbergenová) | 3:41,54 |
| MS 2023 | Čína (CHN) (Sü Ťia-jü, Čchin Chaj-jang, Čang Jü-fej, Čcheng Jü-ťie, (r)Jen C'-pej, (r)Wang I-čchun, (r)Wu Čching-feng)                                             | 3:38,57 | Austrálie (AUS) (Kaylee McKeownová, Izaac Stubblety-Cook, Matthew Temple, Shayna Jacková, (r)Bradley Woodward, (r)Samuel Williamson, (r)Emma McKeonová)                    | 3:39,03 | USA (USA) (Ryan Murphy, Nicolas Fink, Victoria Huske, Katherine Douglassová, (r)Katharine Berkoffová, (r)Joshua Matheny, (r)Dare Rose, (r)Abbigail Weitzeilová)                                                                                                 | 3:40,19 |
| MS 2024 | USA (USA) (Hunter Armstrong, Nicolas Fink, Claire Curzanová, Katherine Douglassová, (r)John Aikins, (r)Jacob Foster, (r)Rachel Klinkerová, (r)Addison Sauickieová) | 3:40,22 | Austrálie (AUS) (Bradley Woodward, Samuel Williamson, Brianna Throssellová, Shayna Jacková, (r)Alexandria Perkinsová, (r)Abbey Harkinová)                                  | 3:43,12 | Spojené království (GBR) (Medi Harrisová, Adam Peaty, Matthew Richards, Anna Hopkinová, (r)James Wilby, (r)Duncan Scott) | 3:45,09 |
| MS 2025 | Individuální neutrální sportovci Miron Lifincev Kirill Prigoda Darija Klepikovová Daria Trofimovová Danil Semjaninov(r) Alexandra Kuzněcovová(r)                   | 3:37,97 | Čína Sü Ťia-jü Čchin Chaj-jang Čang Jü-fej Wu Čching-feng Tung Č'-chao(r) Jü I-tching(r) Čcheng Jü-ťie(r)                                                                  | 3:39,99 | Kanada Kylie Masseová Oliver Dawson Joshua Liendo Taylor Rucková Ingrid Wilmová(r) Brooklyn Douthwrightová(r) | 3:40,90 |